# Biserica fortificată din Batoș

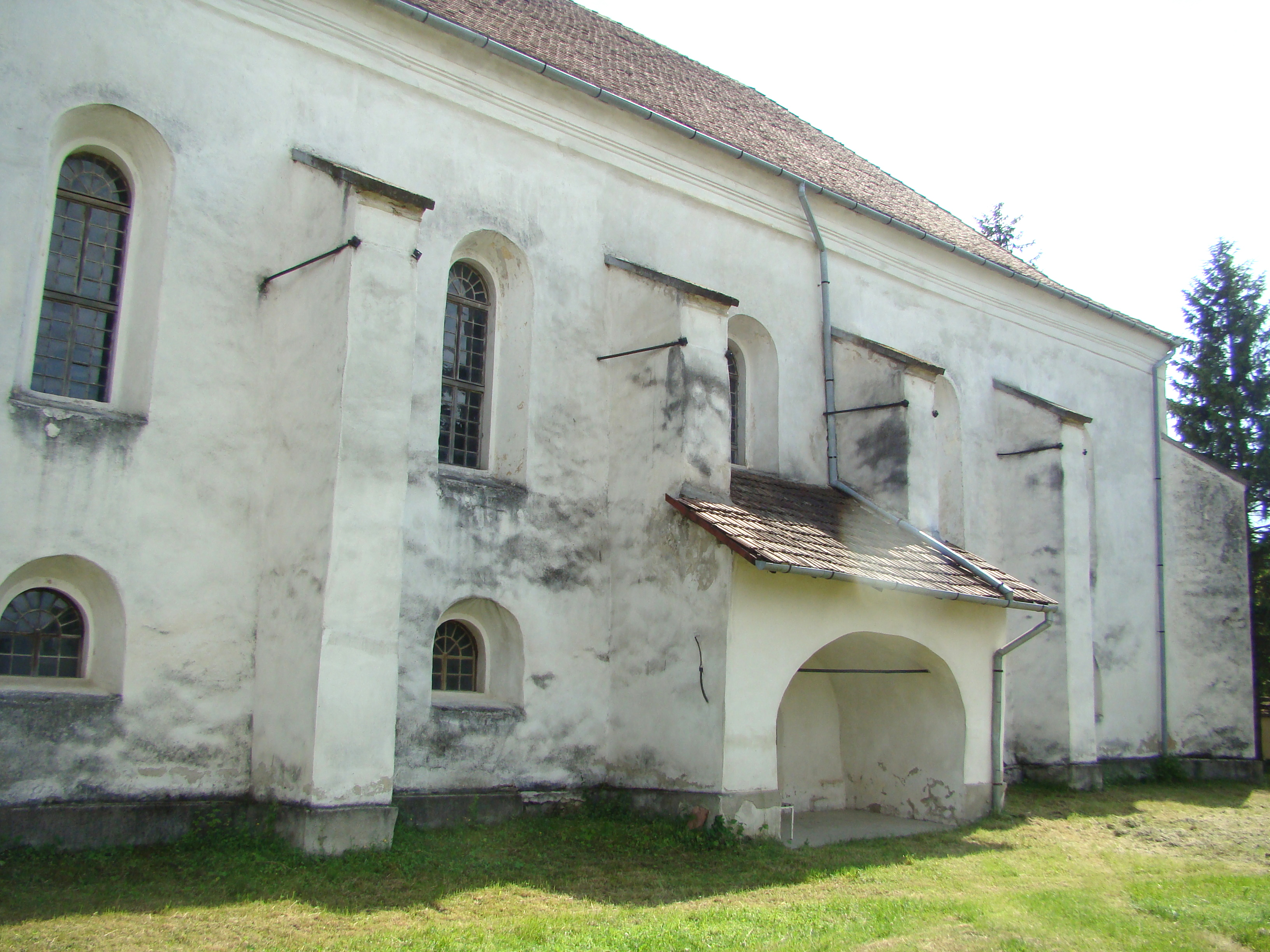
Biserica-sală de mari dimensiuni

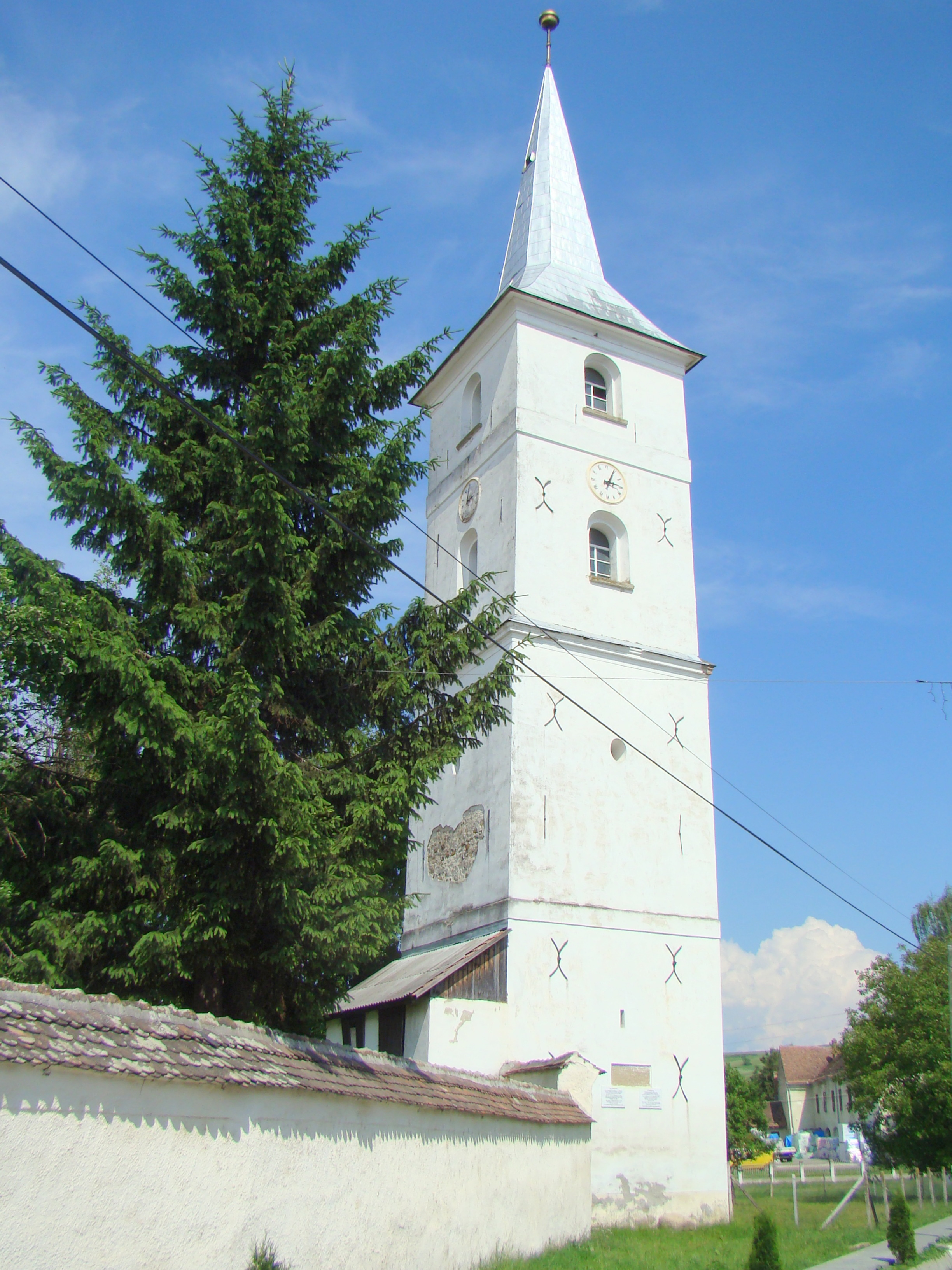
Turnul de 40.7 metri înălţime

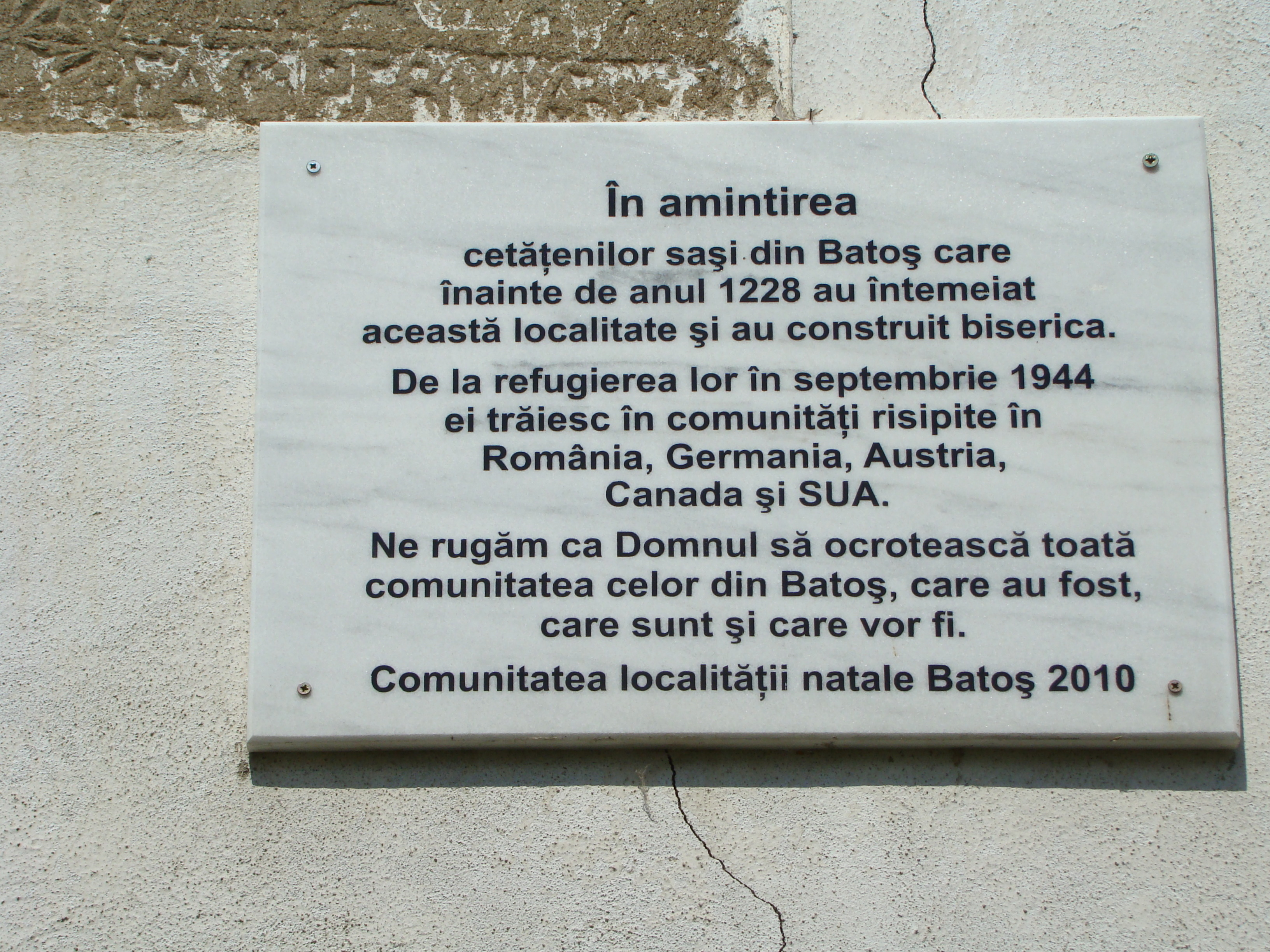
Placă comemorativă de marmură pe turnul bisericii: : „În amintirea cetățenilor sași care înainte de anul 1228 au întemeiat această localitate și au întemeiat biserica. De la refugierea lor, în septembrie 1944, ei trăiesc în comunități risipite în România, Germania, Austria, Canada și SUA. Ne rugăm ca Domnul să ocrotească toată comunitatea celor din Batoș, care au fost, care sunt și care vor fi”

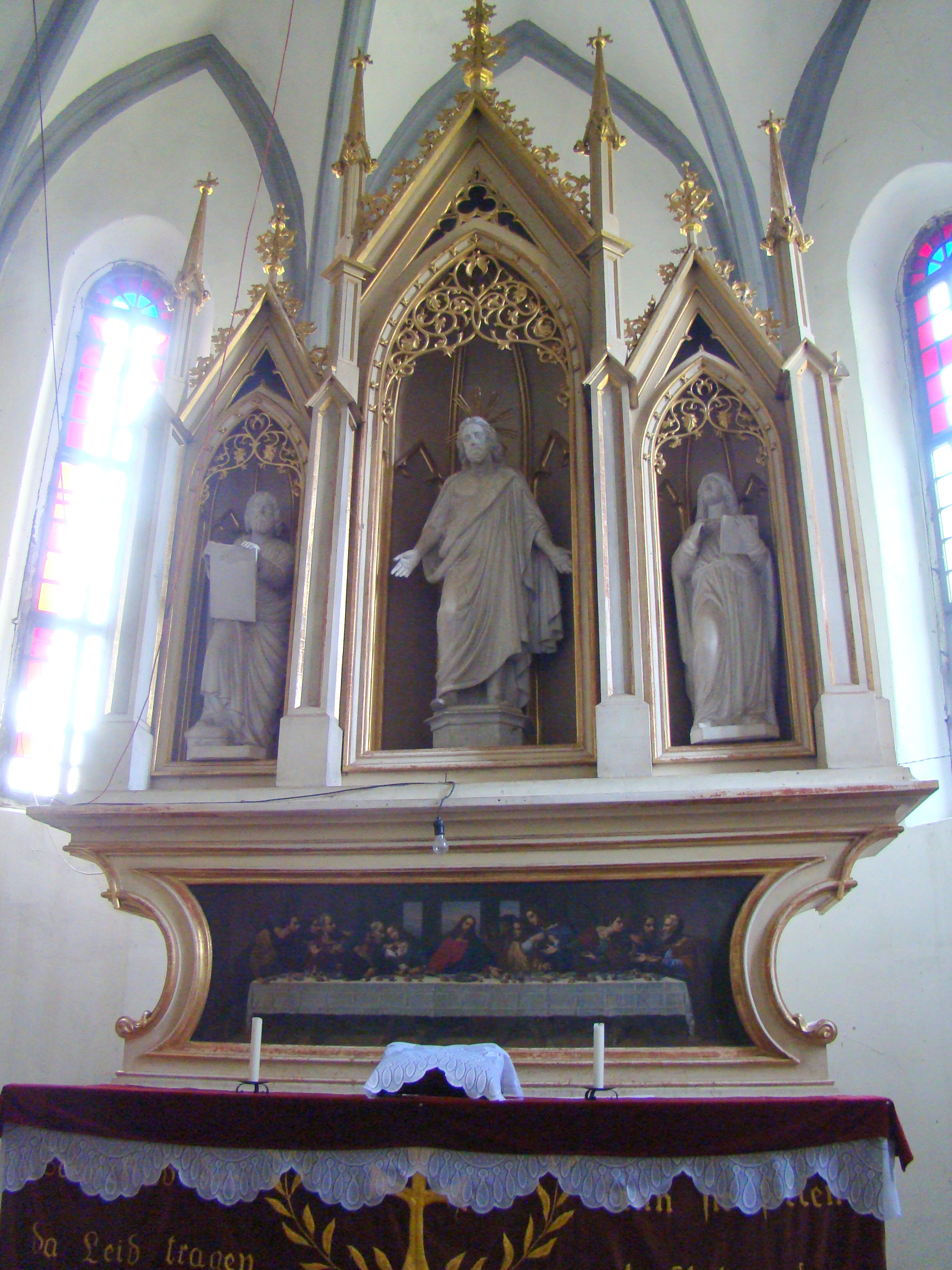
Altarul neogotic din 1867

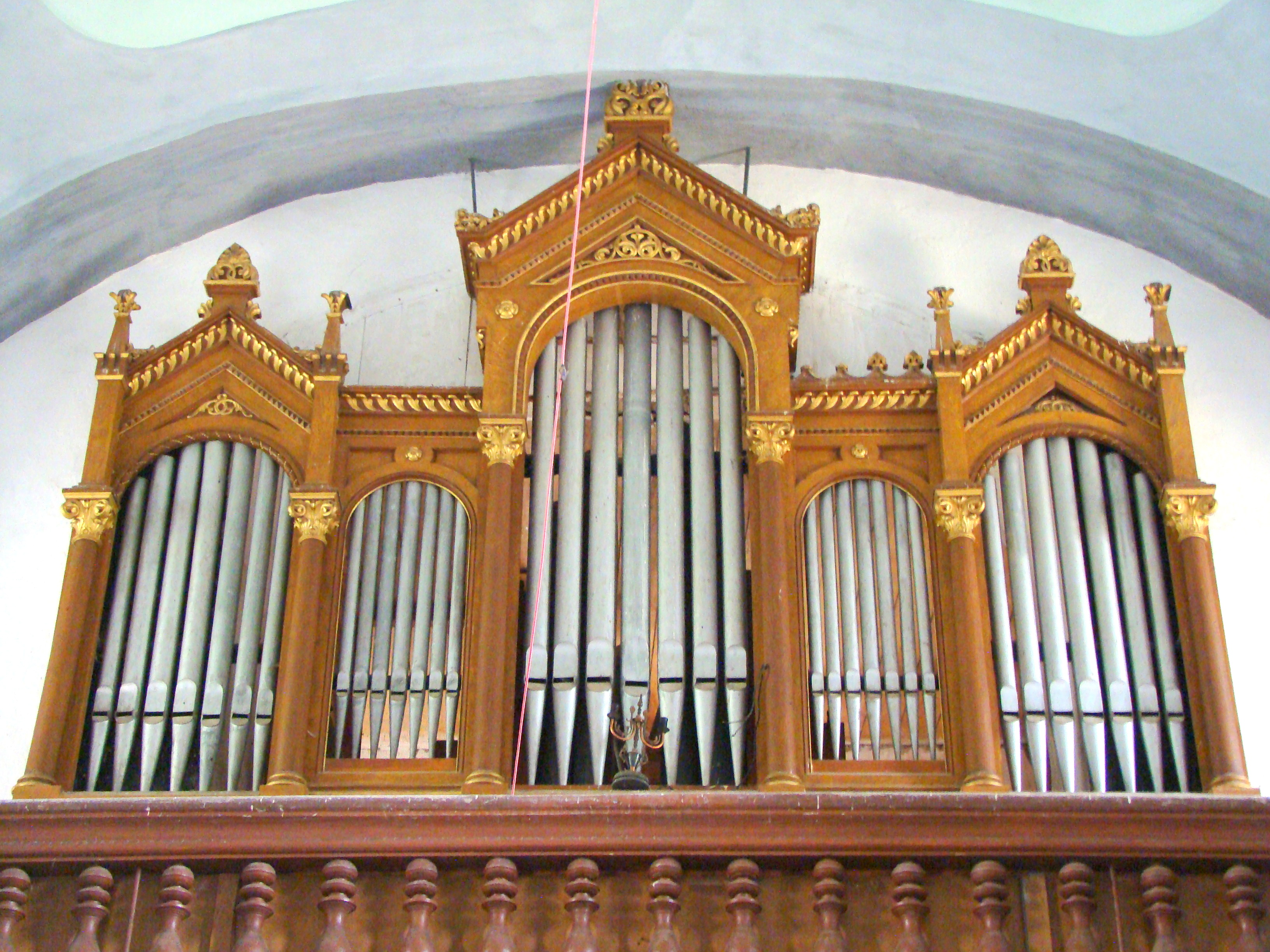
Orga bisericii construită în 1902 de Carl Einschenk, restaurată de firma Sauer din Frankfurt/Oder în 1919

Biserica evanghelică din Batoș este un ansamblu de monumente istorice aflat pe teritoriul satului Batoș, comuna Batoș.
Ansamblul este format din două monumente:
- Biserica evanghelică (cod LMI MS-II-m-A-15600.01)
- Incinta, cu turn-clopotniță (cod LMI MS-II-m-A-15600.02)

## Localitatea
Batoș, colocvial Batăș, (în maghiară Bátos, în germană Botsch, în dialectul săsesc Biutš) este satul de reședință al comunei cu același nume din județul Mureș, Transilvania, România. Satul Batoș este atestat documentar din anul 1319. Localitatea a fost întemeiată de sași, care au constituit până în 1944 majoritatea covârșitoare a populației așezării. La recensământul din 1930 au fost înregistrați 1.420 de locuitori, dintre care 1.276 evanghelici (luterani), reprezentând 89,85% din total. După cel de-al doilea război mondial sașii au fost deportați în Uniunea Sovietică, iar o parte s-au refugiat în Germania și Austria.

## Biserica
Biserica evanghelică din Batoș a fost clădită între anii 1380 și 1450 și a fost construită în stil gotic. Zidul de fortificație are 1.70 m, fiind construit în 1636.
După un incendiu devastator în 1728, biserica a fost refăcută abia în 1781-1782. Galeriile s-au înălțat, iar bolta s-a construit în stil rococo. Orga datează din 1902 și altarul neogotic din 1867. Cele 3 statui de pe altar îi reprezintă pe Isus Cristos, și pe apostolii Ioan și Matei. Altarul este împodobit și cu un tablou după Leonardo da Vinci din 1868. Ceasul ce înfrumusețează turnul de 40.7m a fost construit în 1888.

## Imagini din exterior

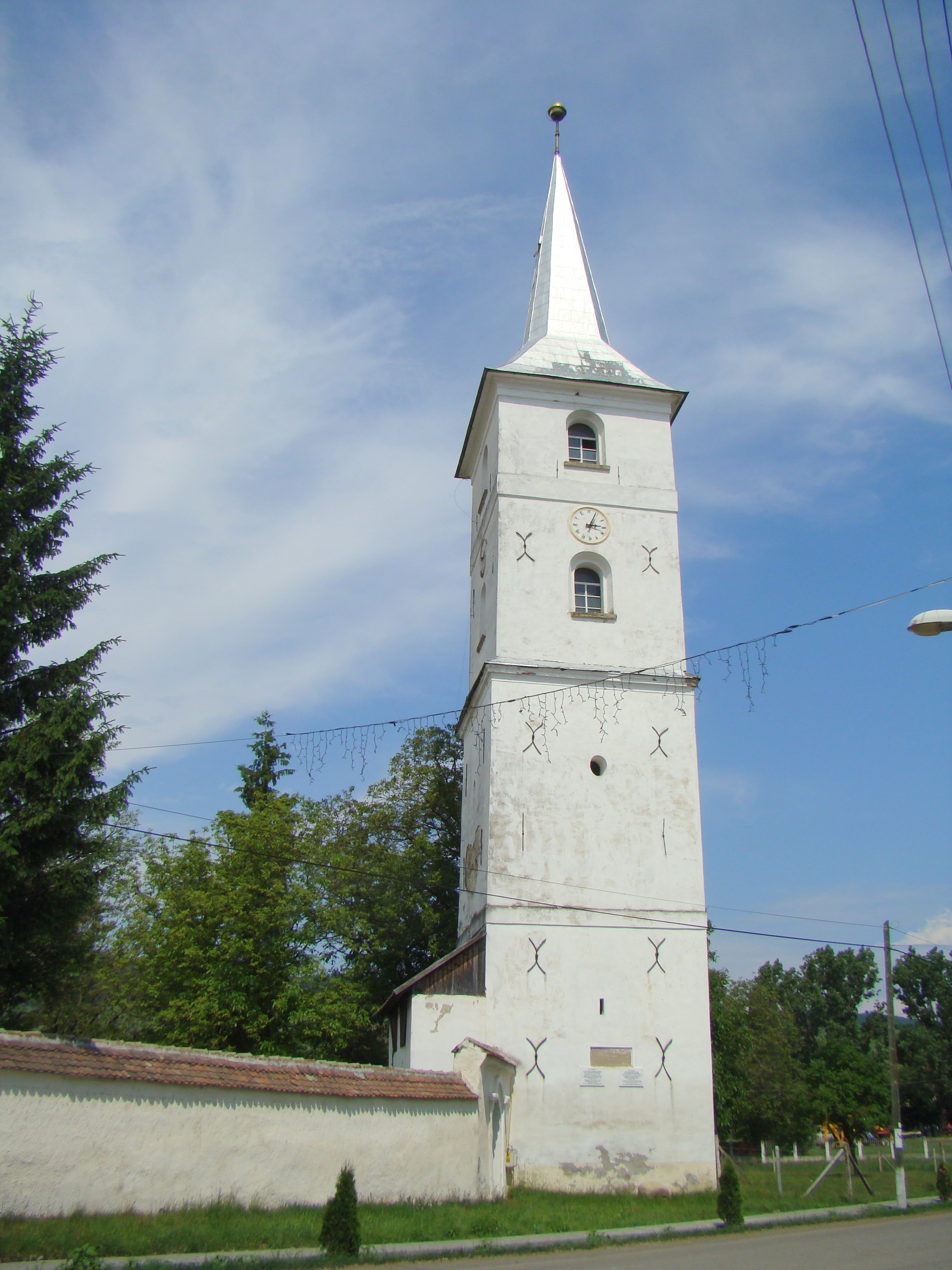
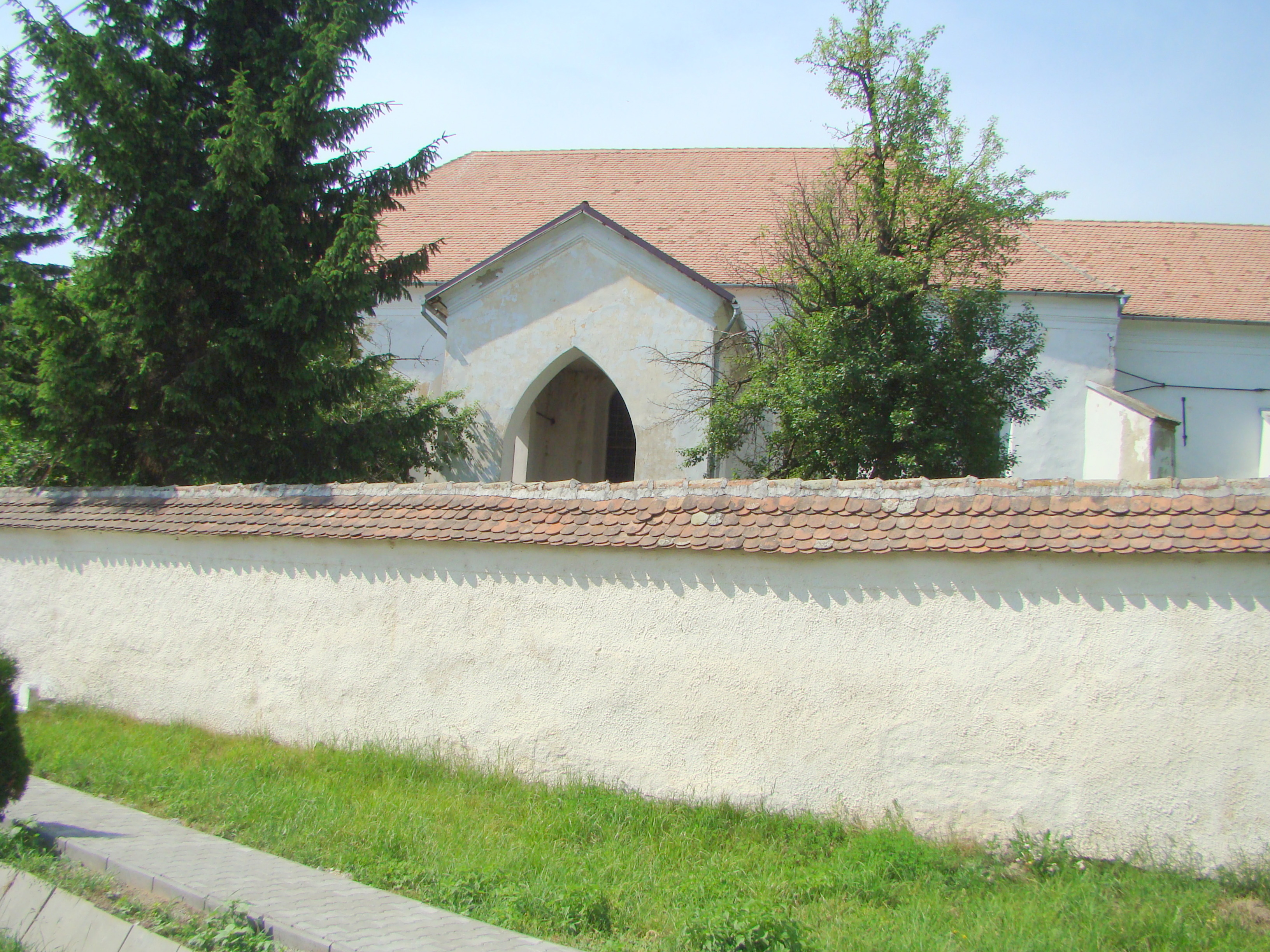
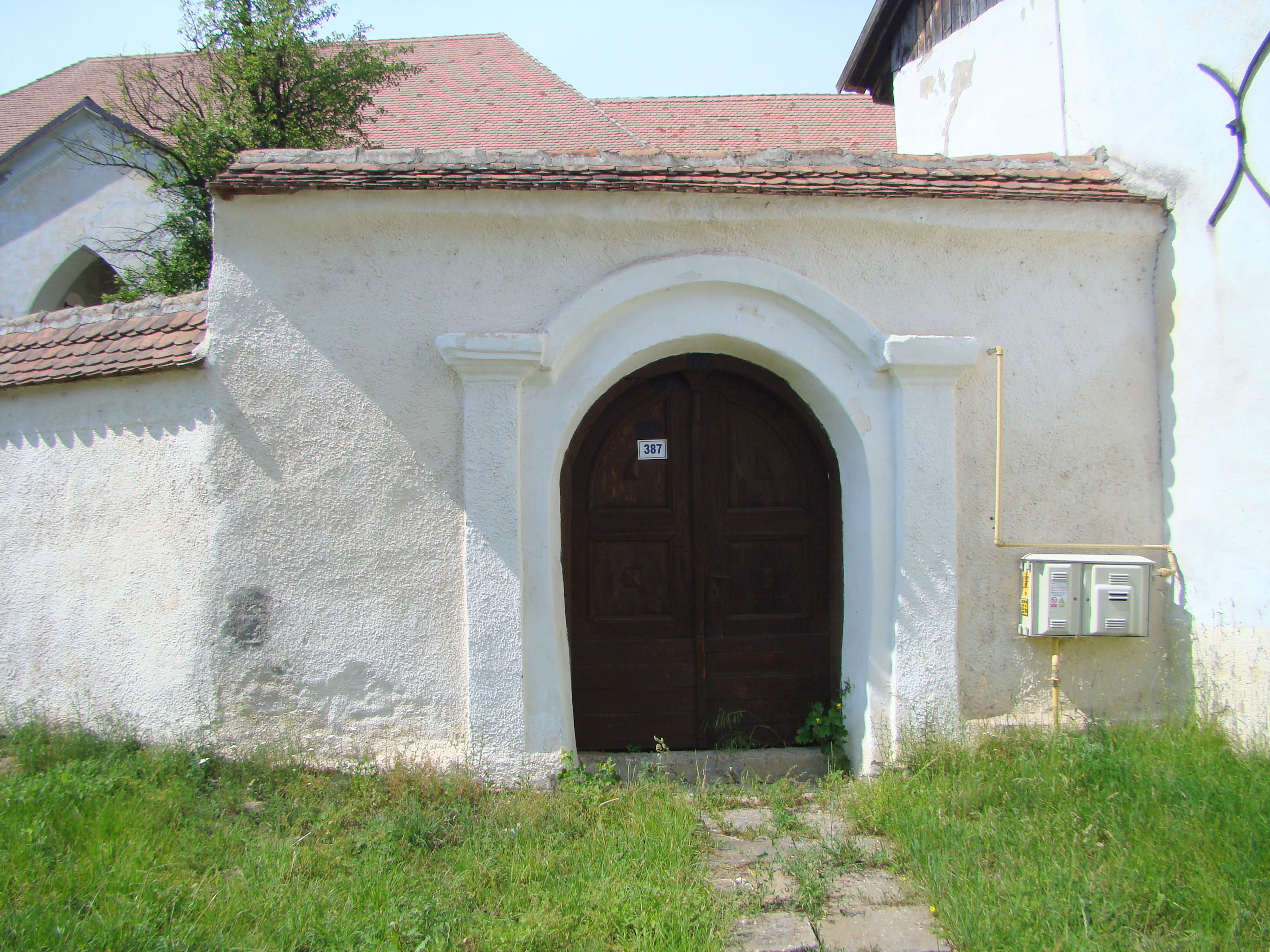
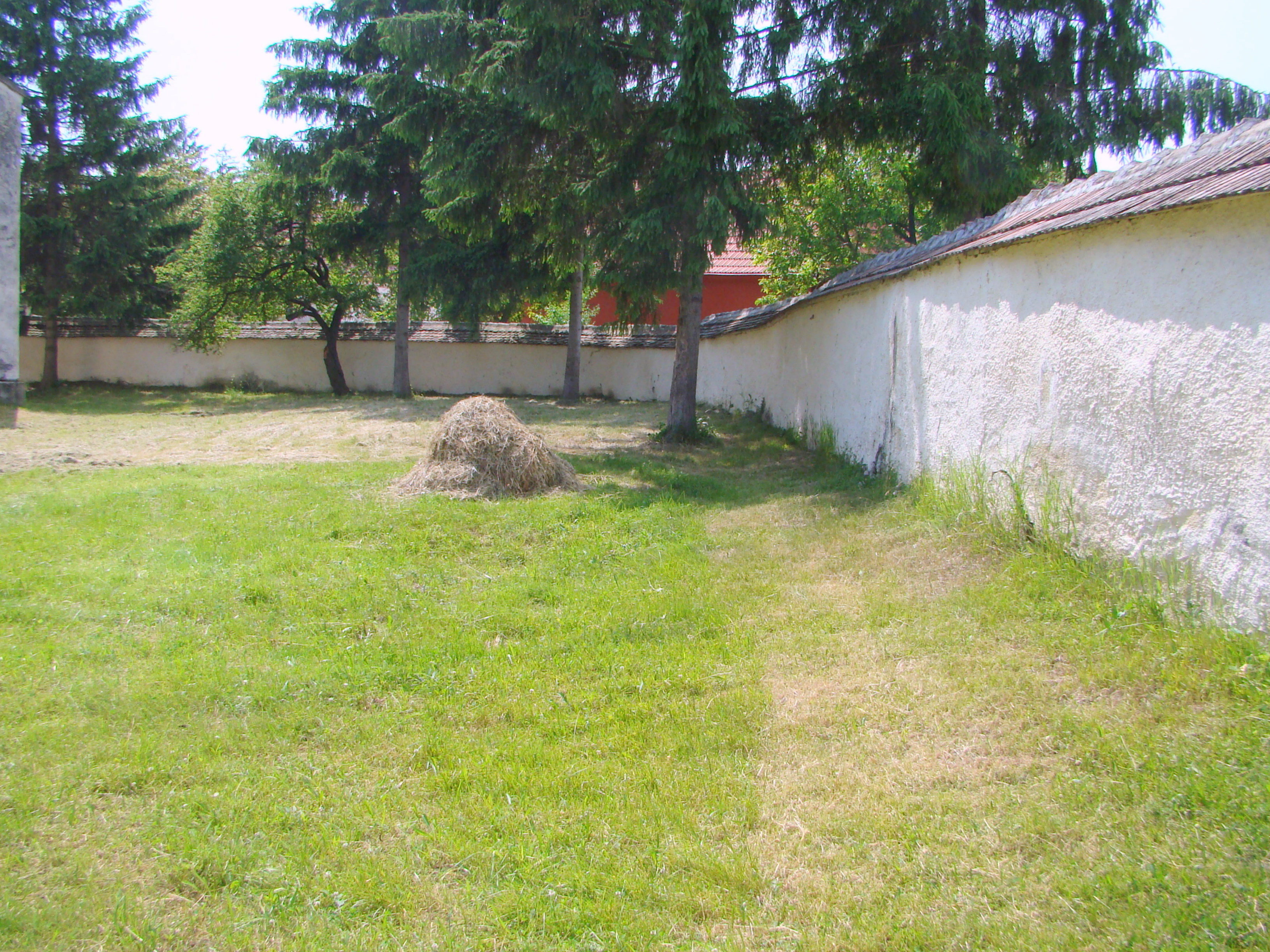
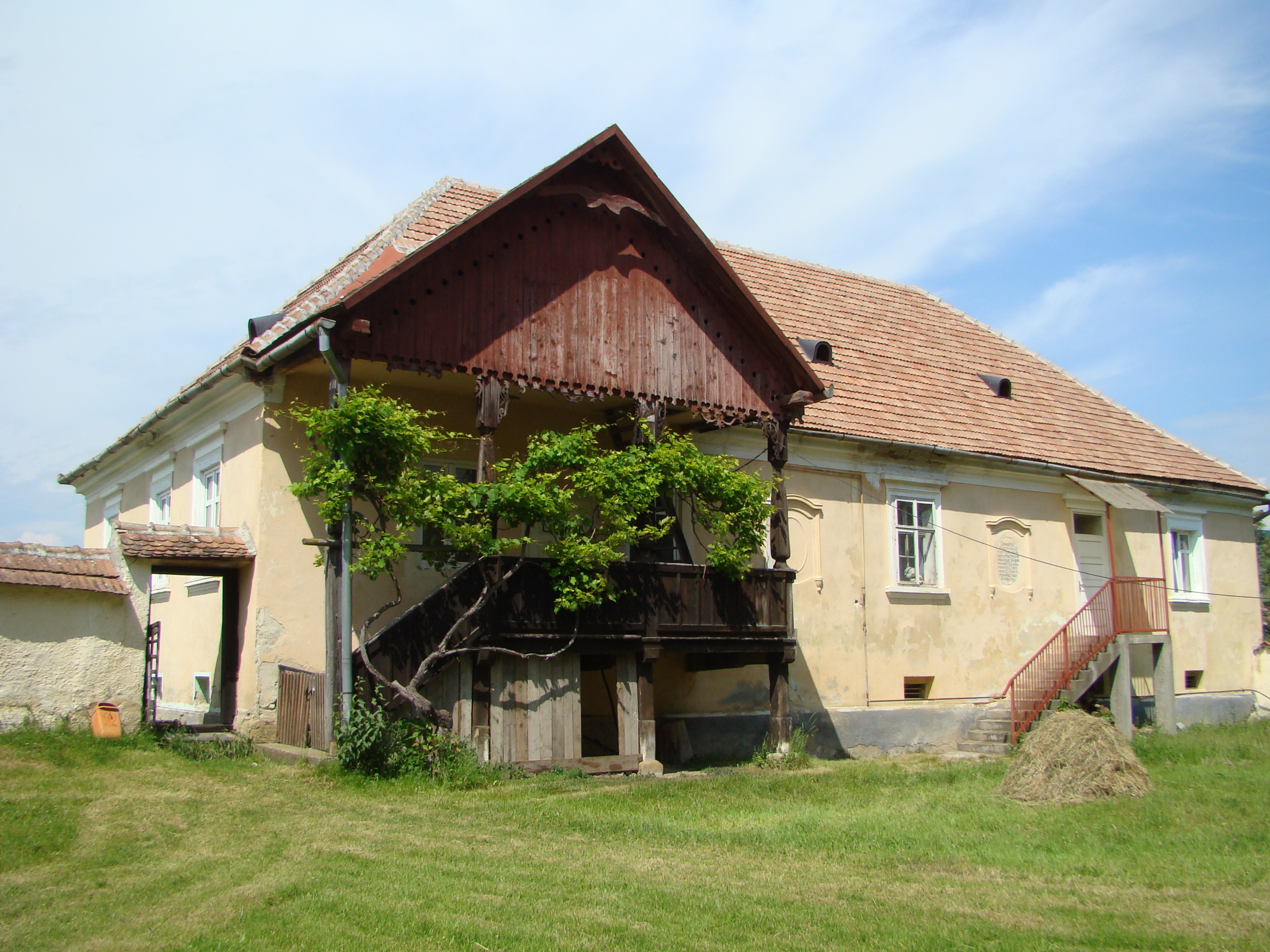
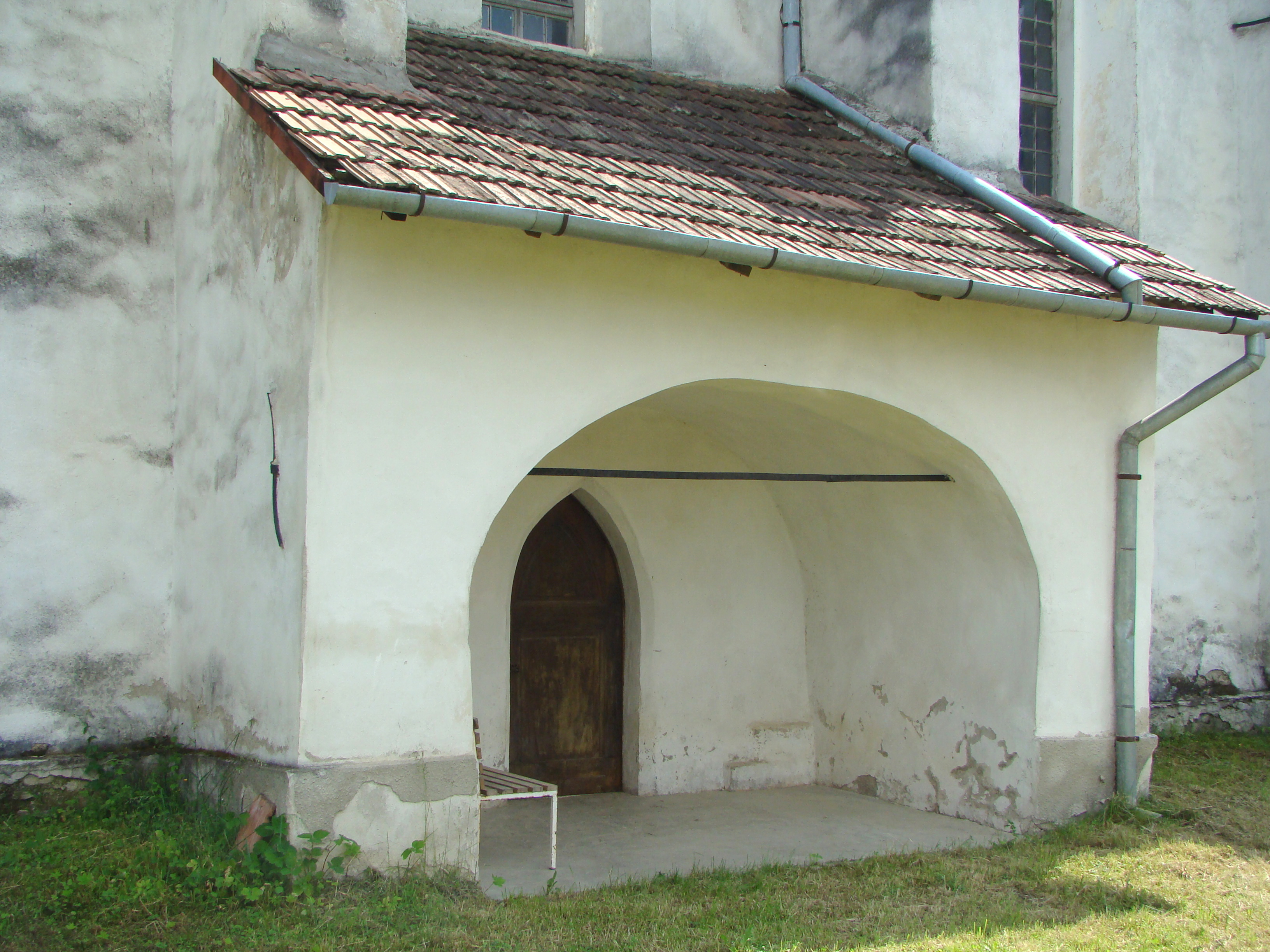
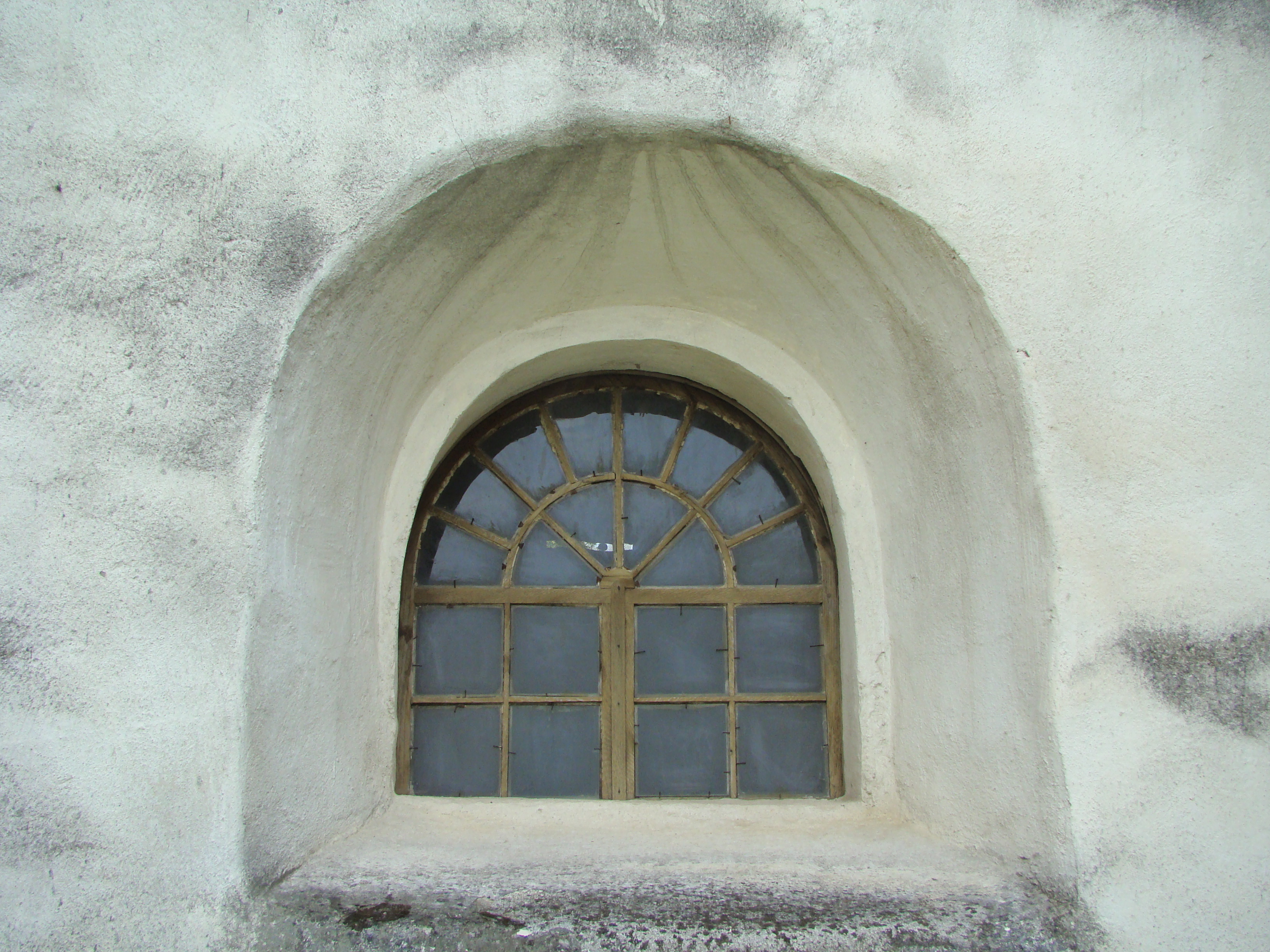
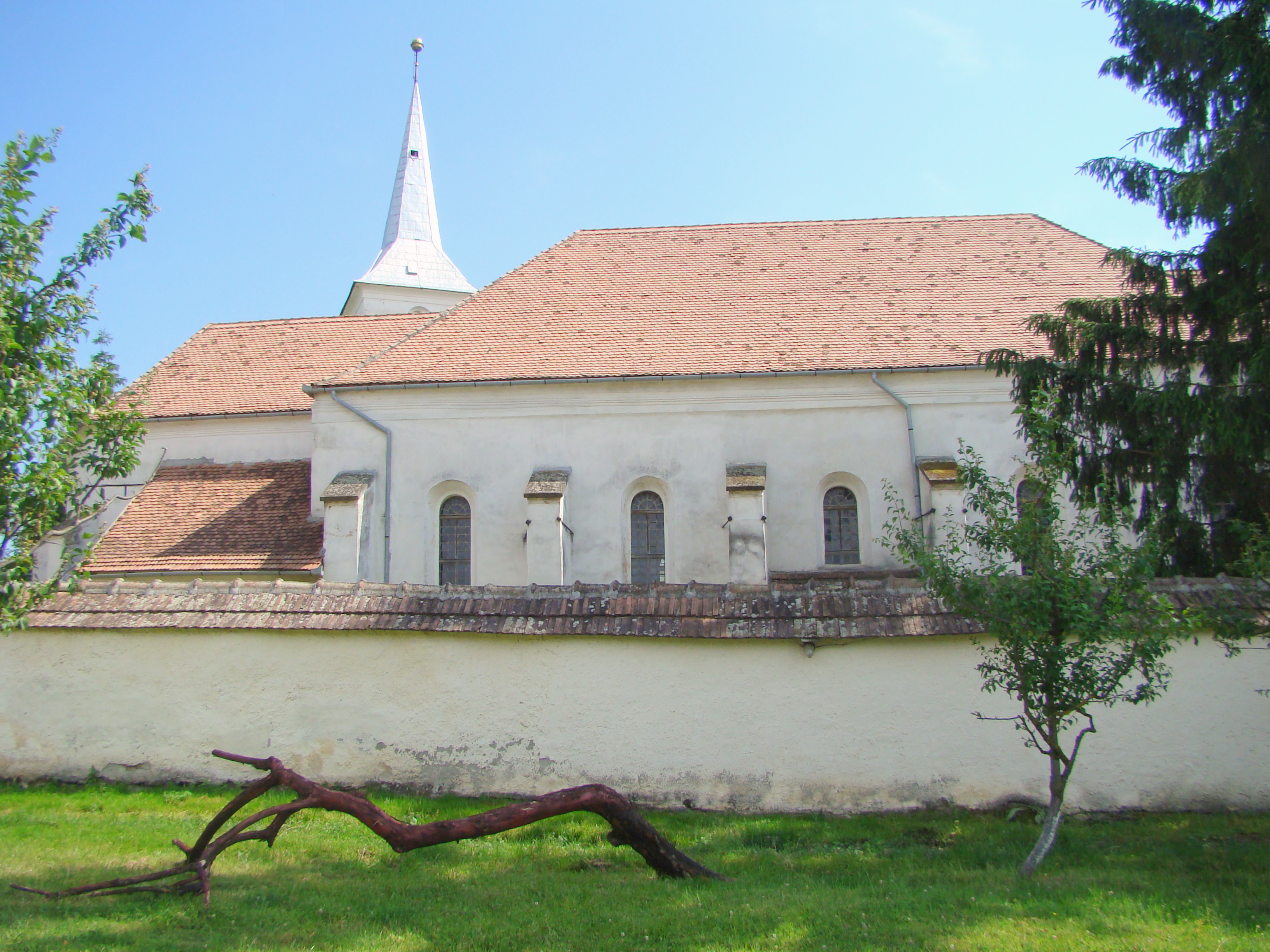
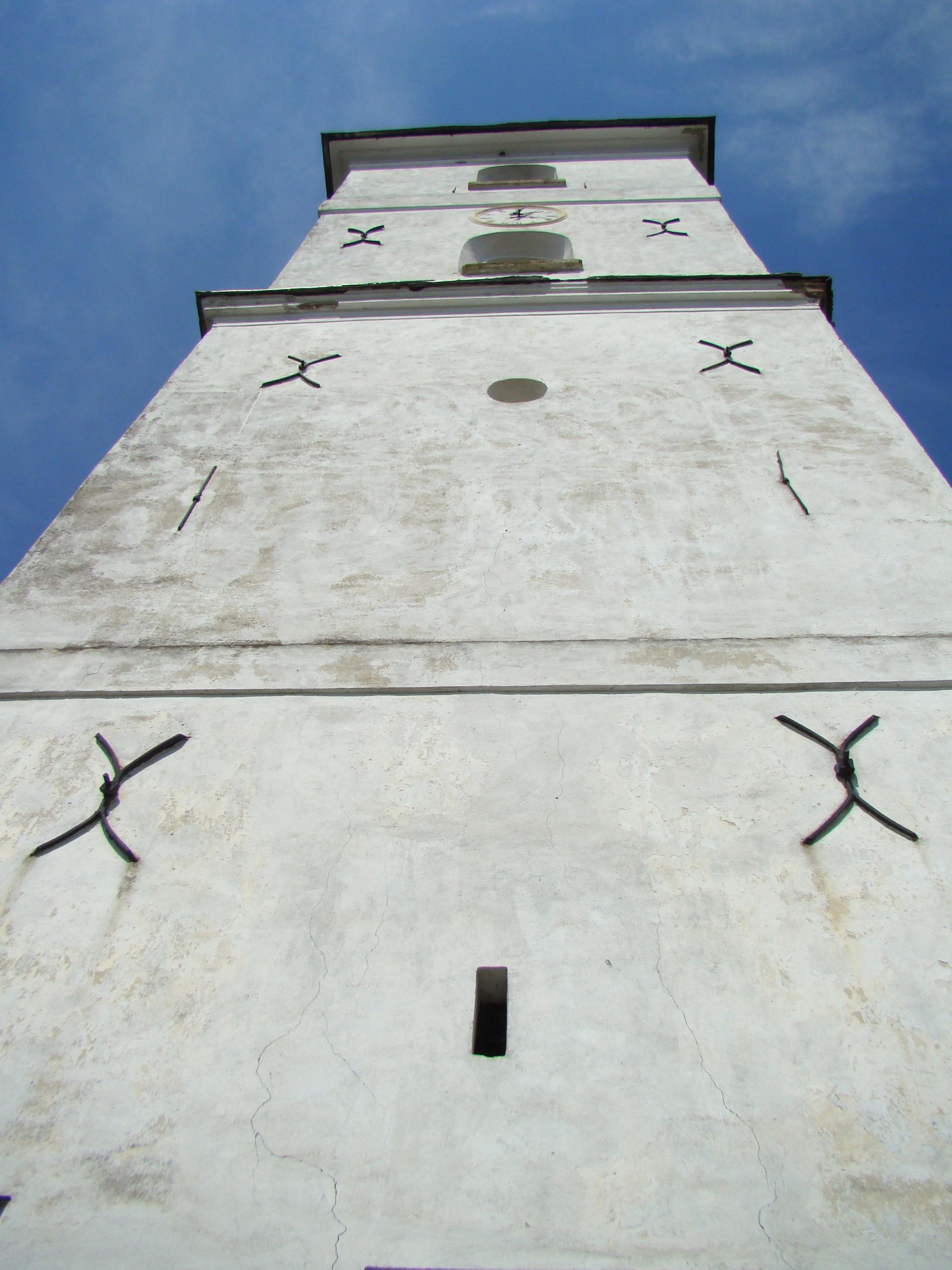
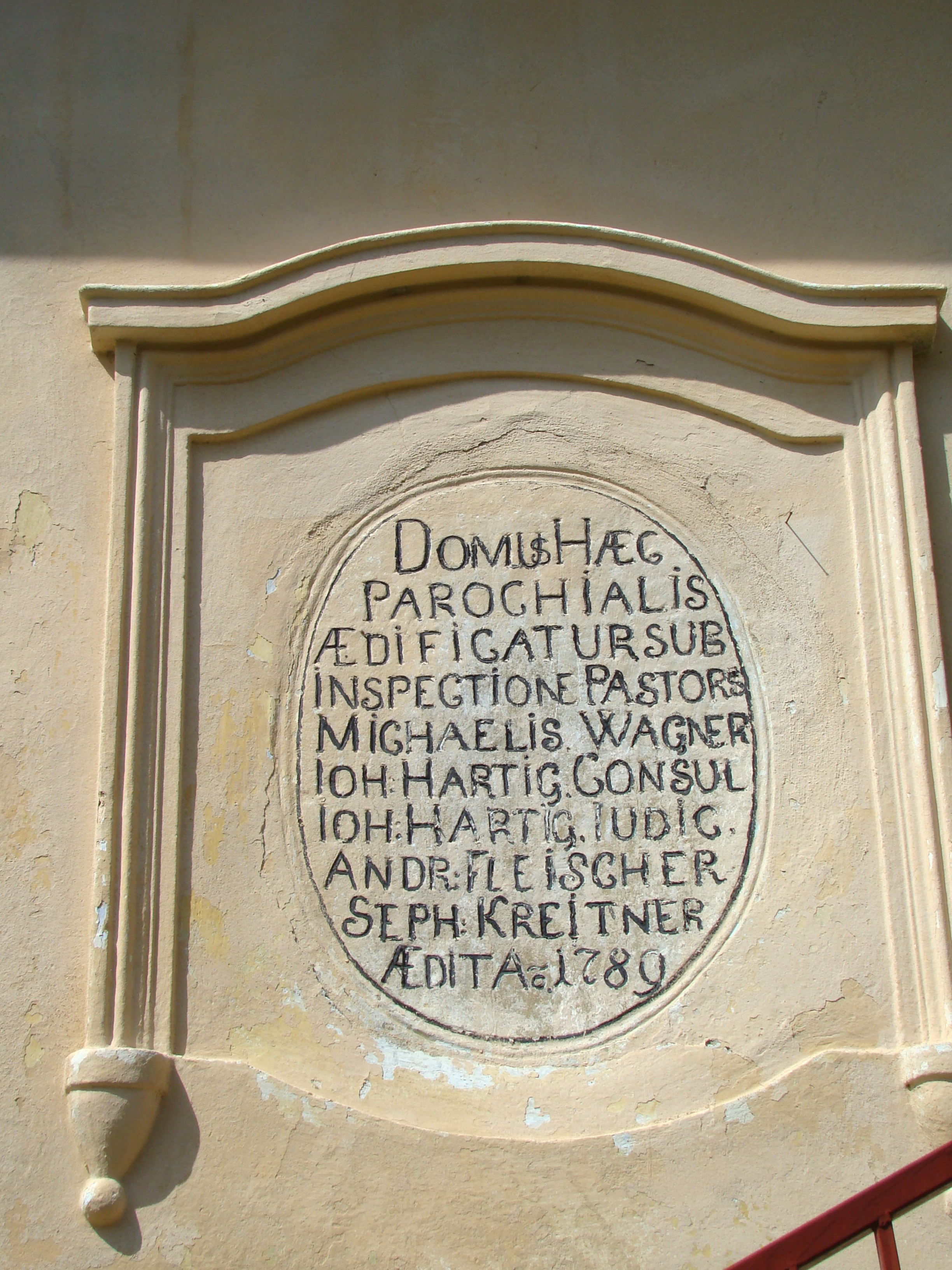

## Imagini din interior

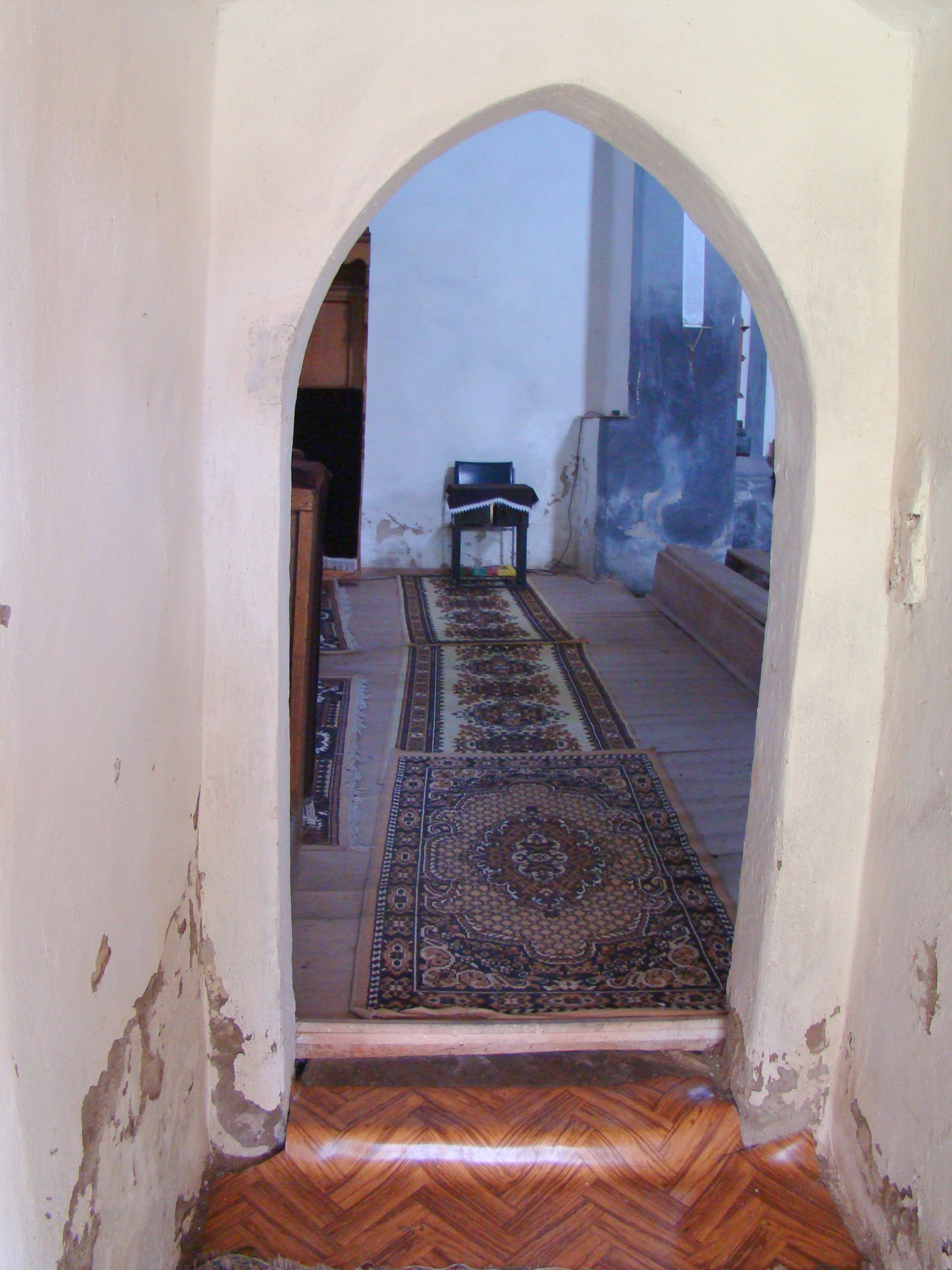
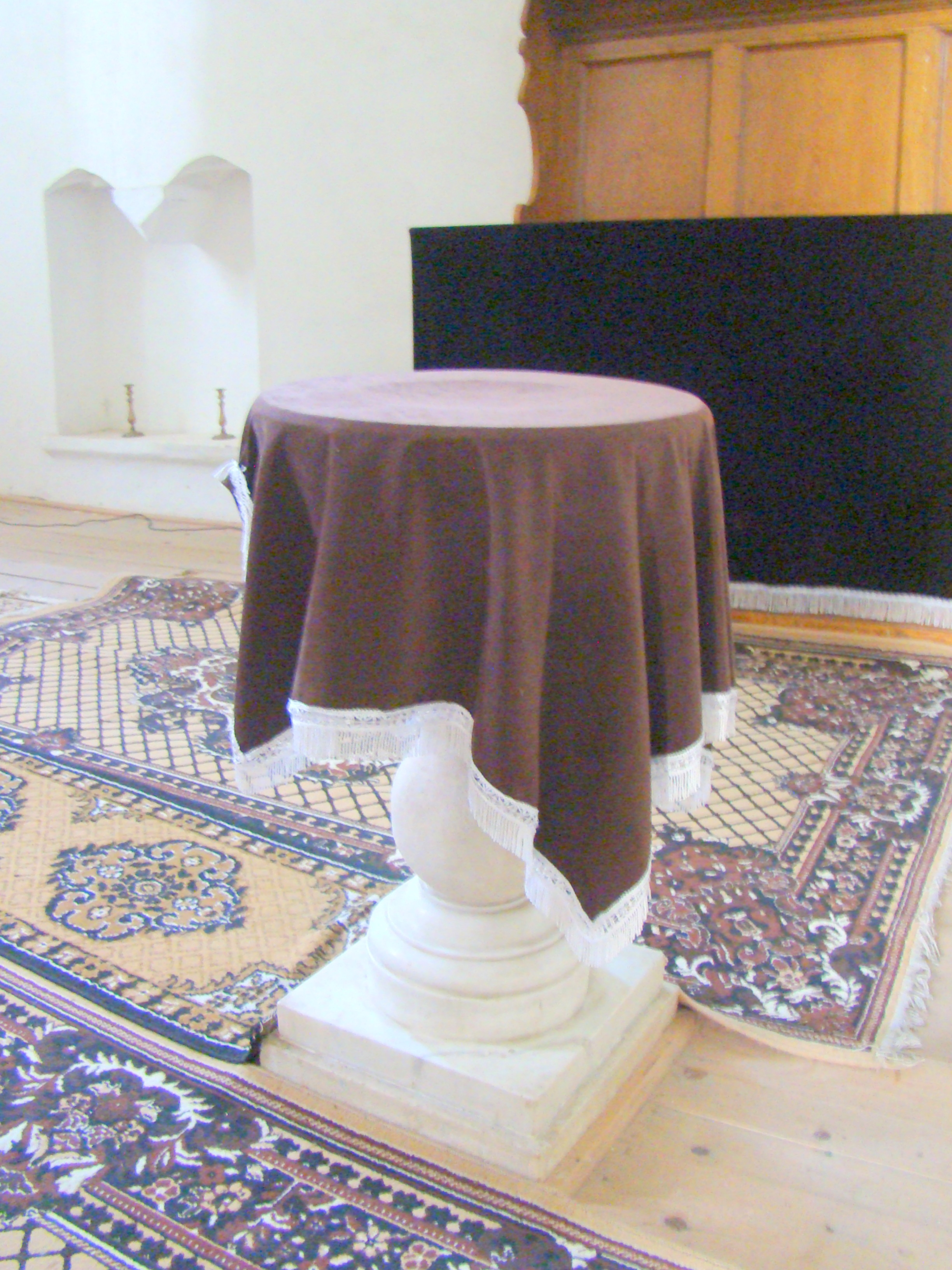
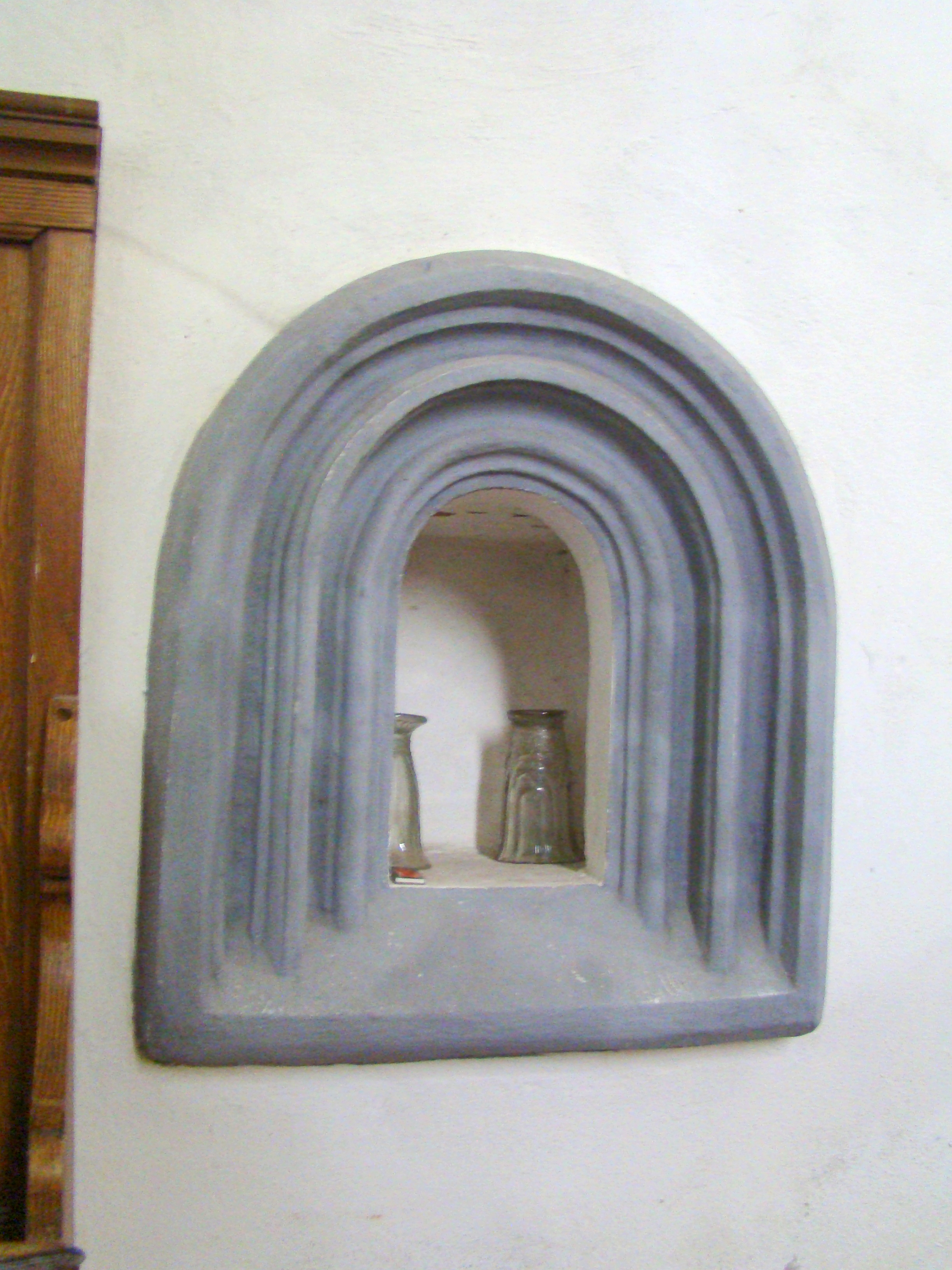
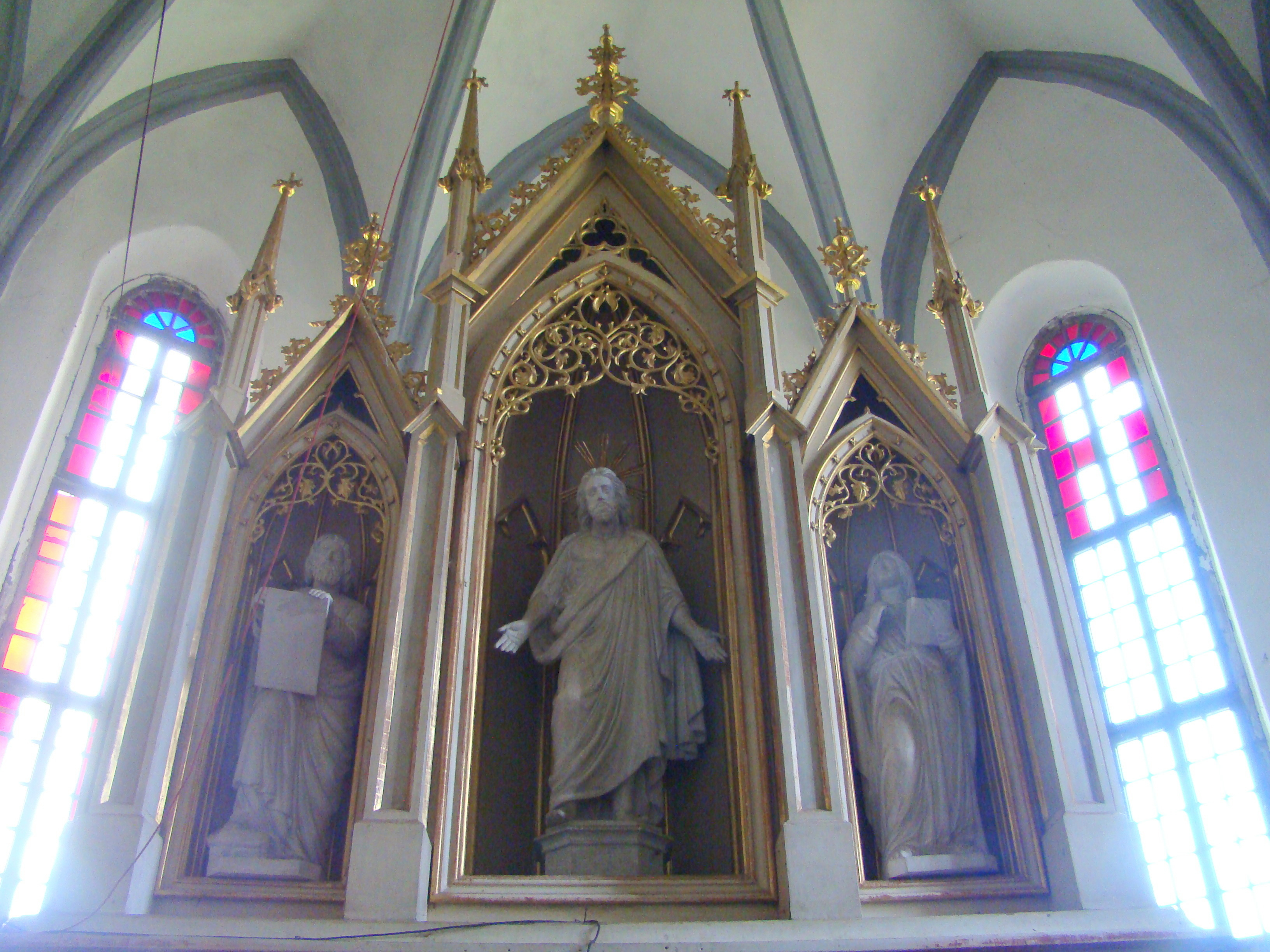
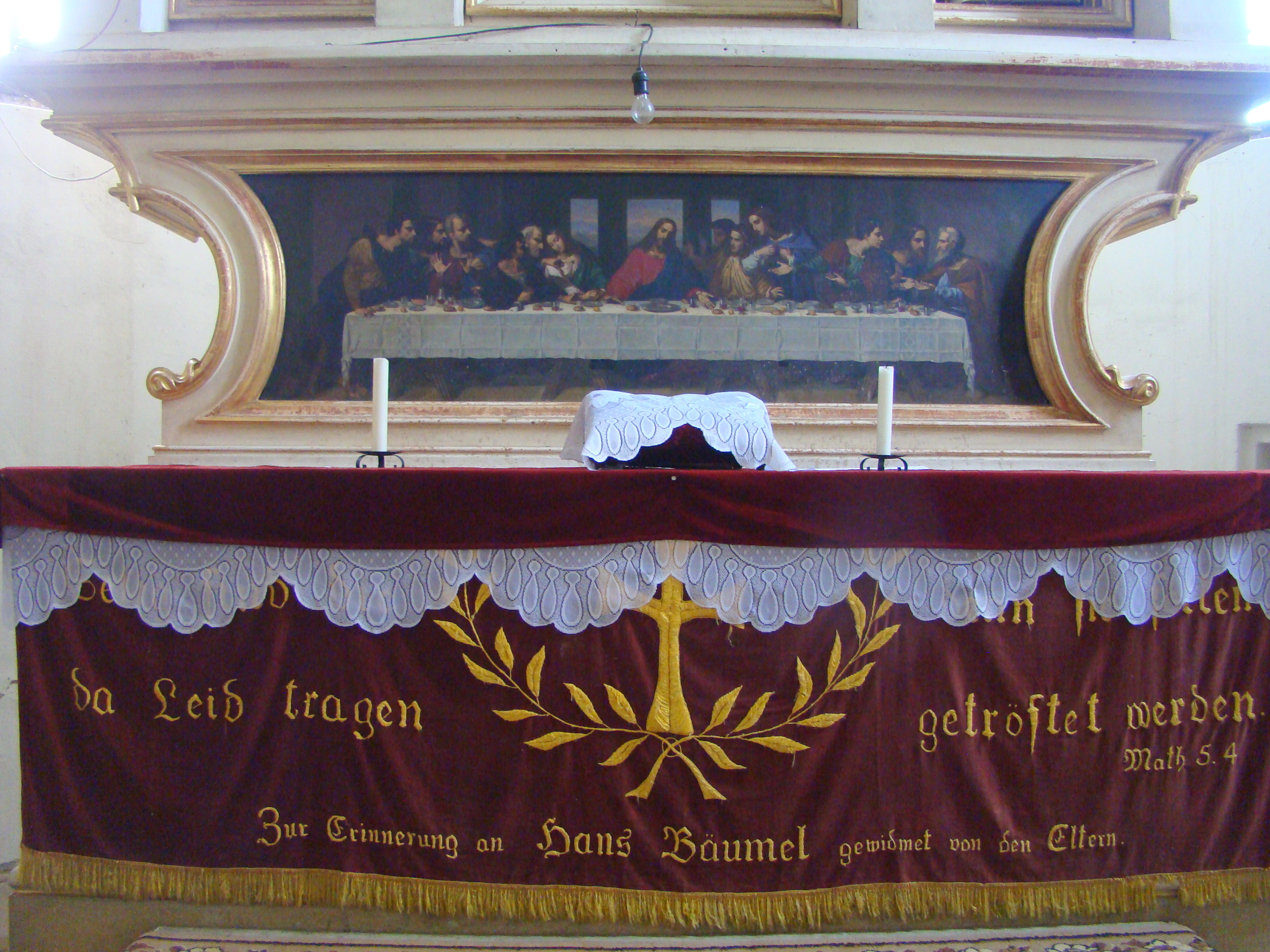
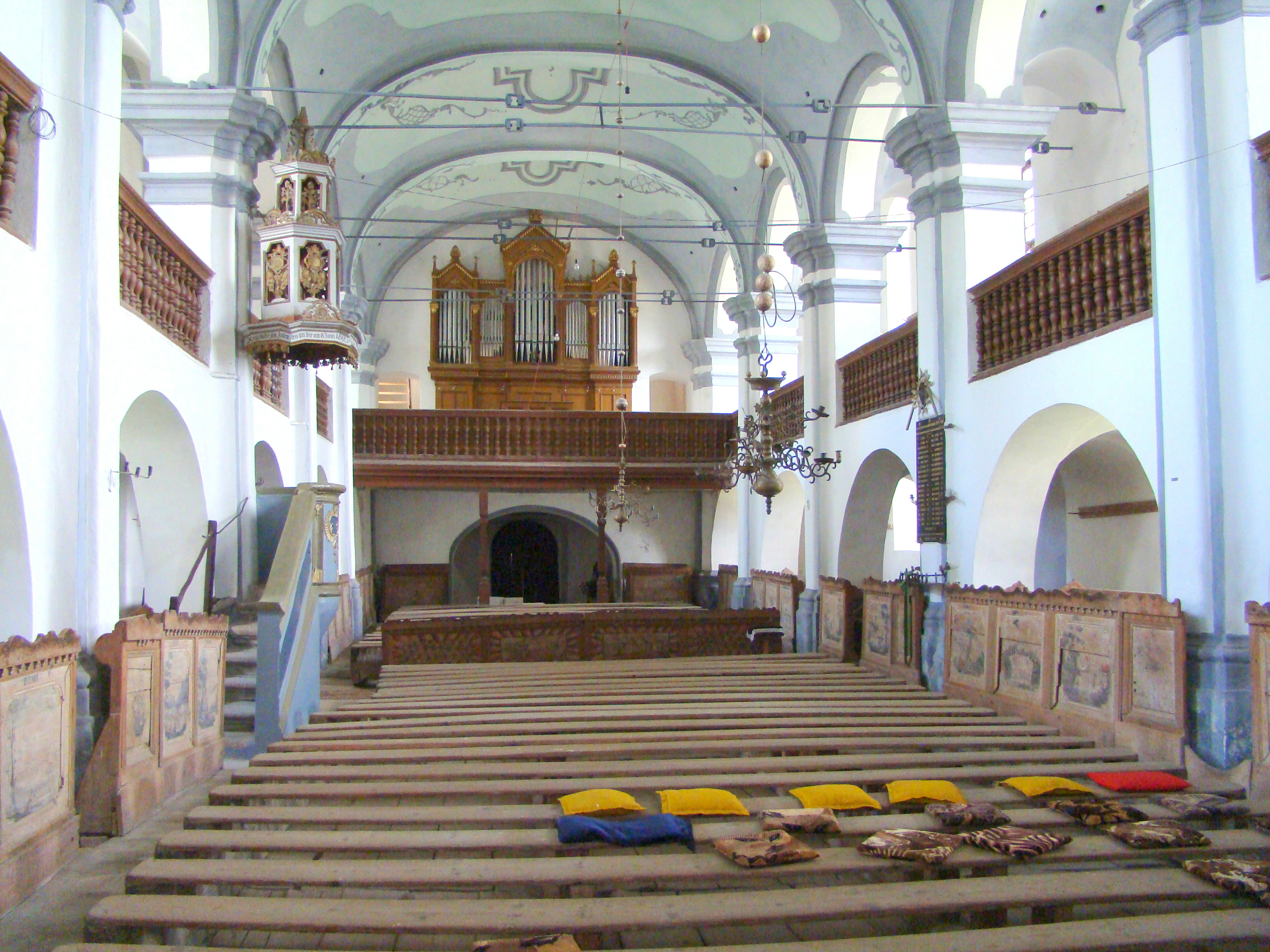
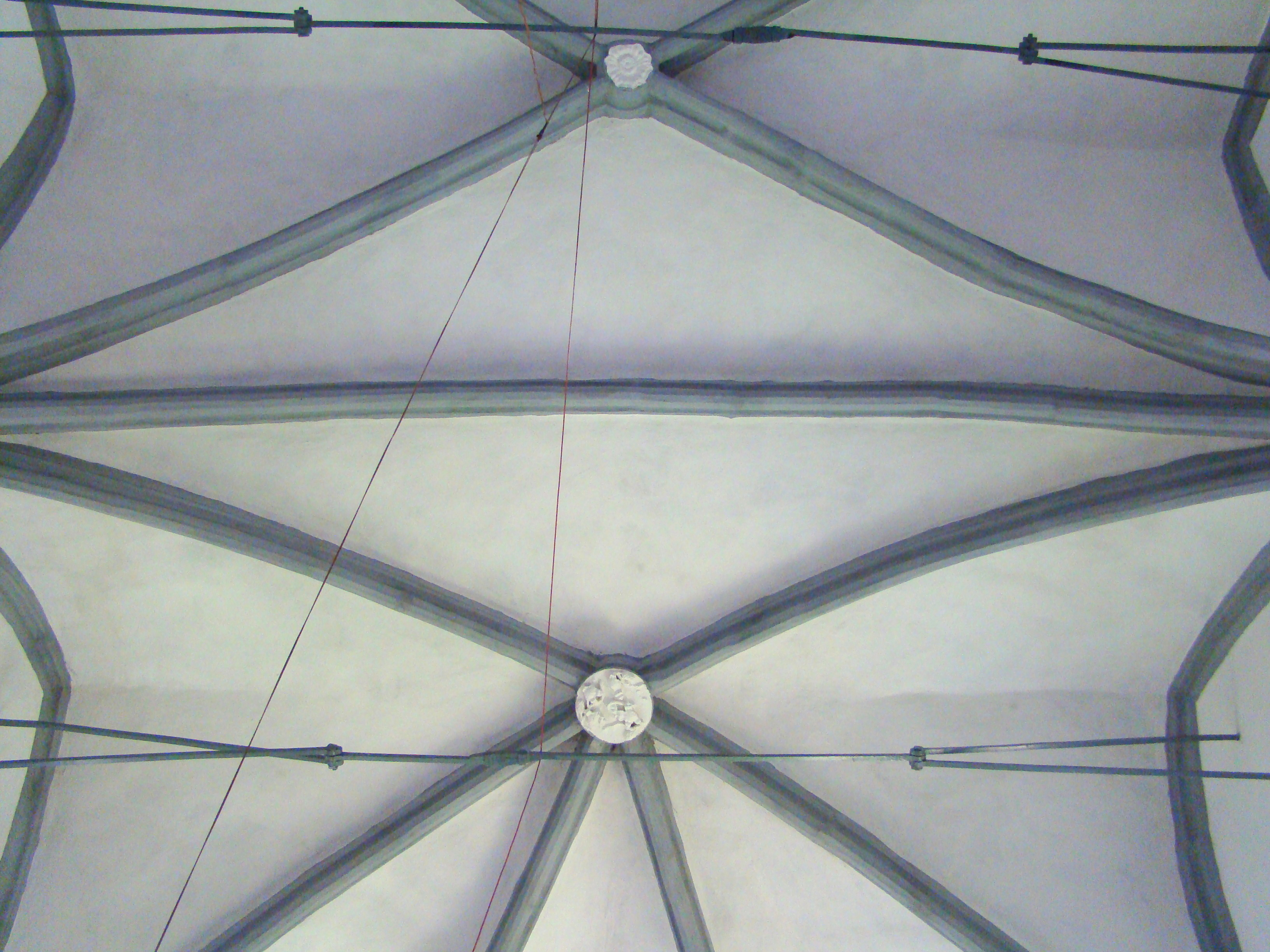
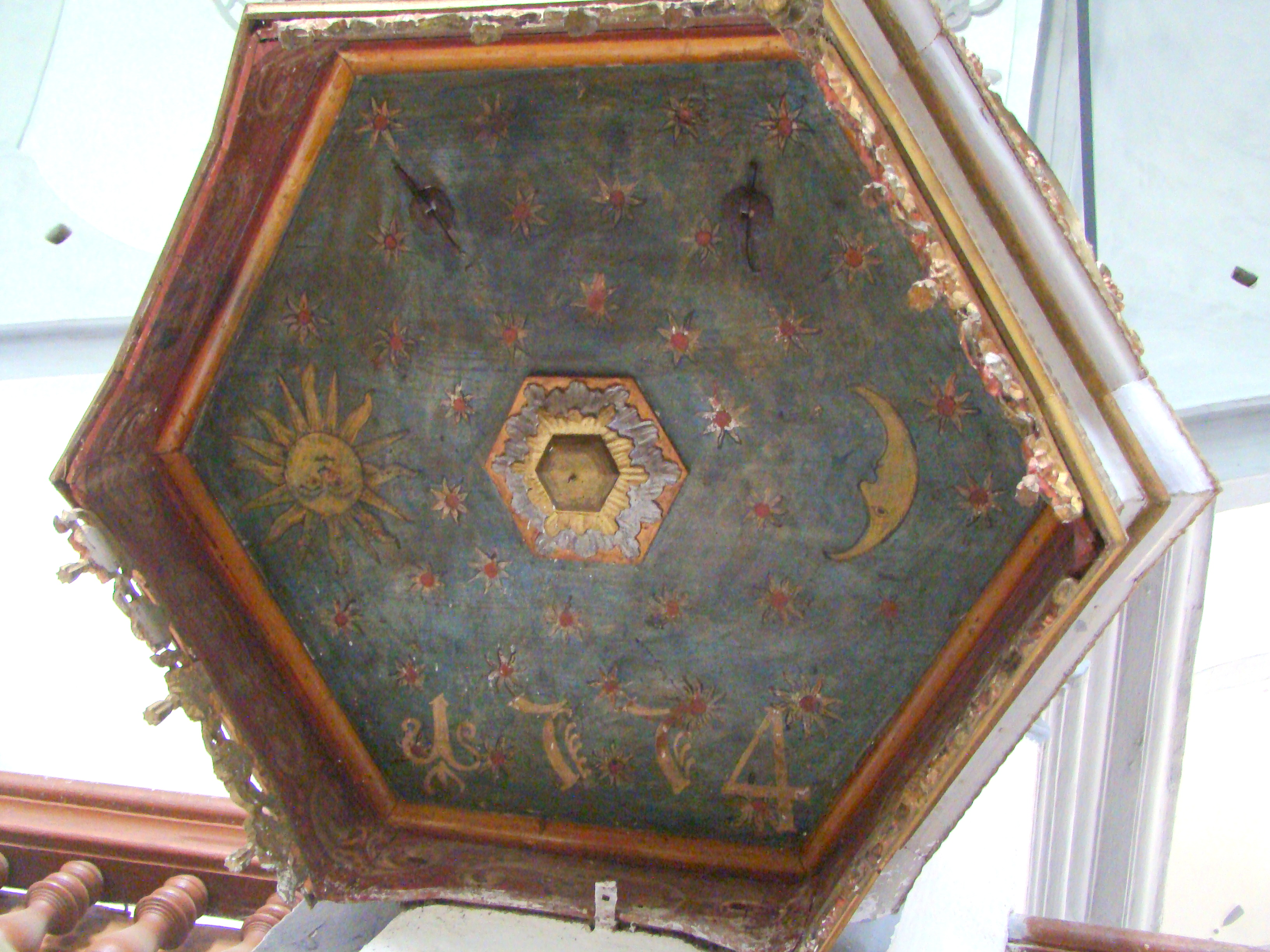
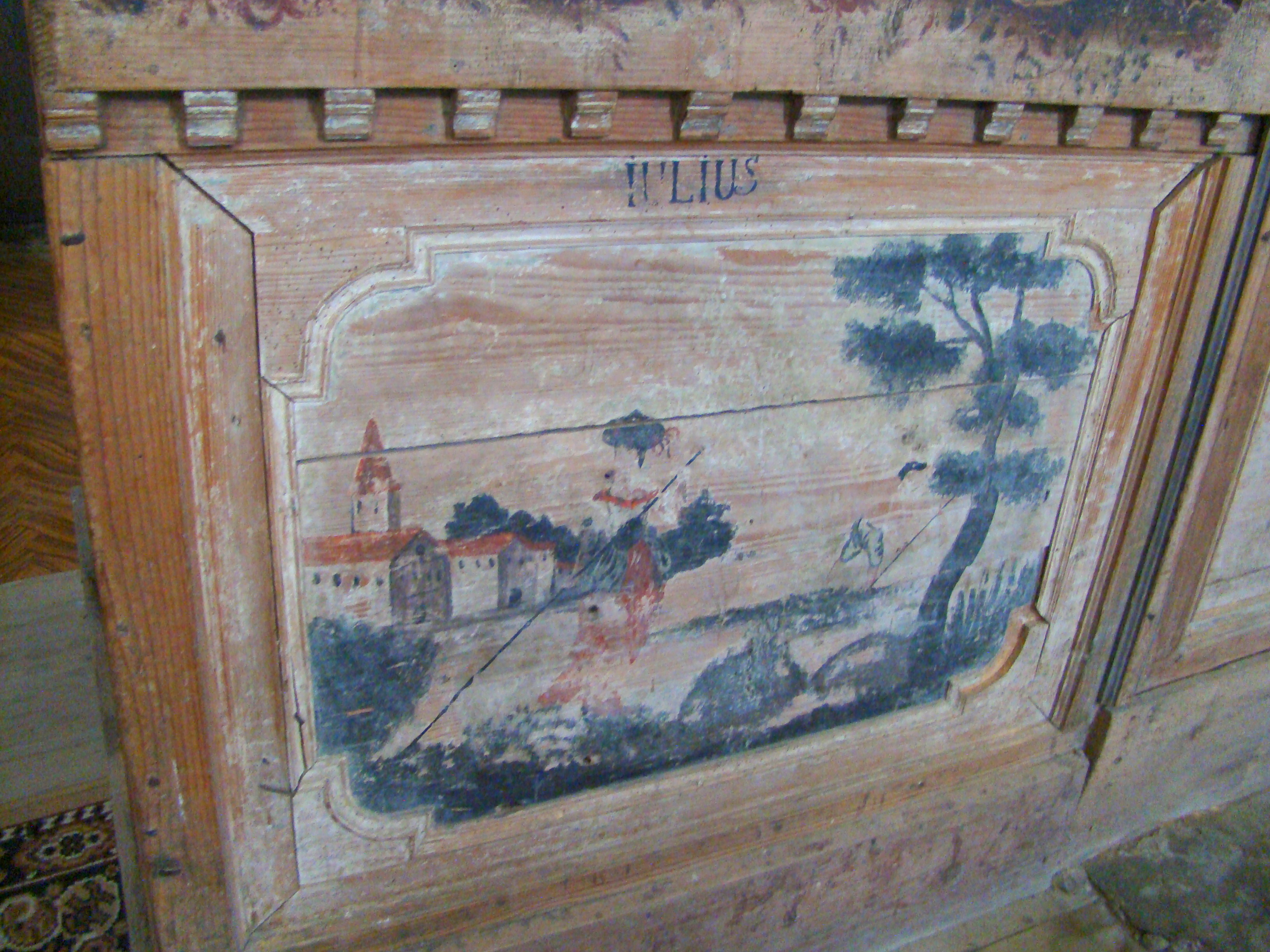
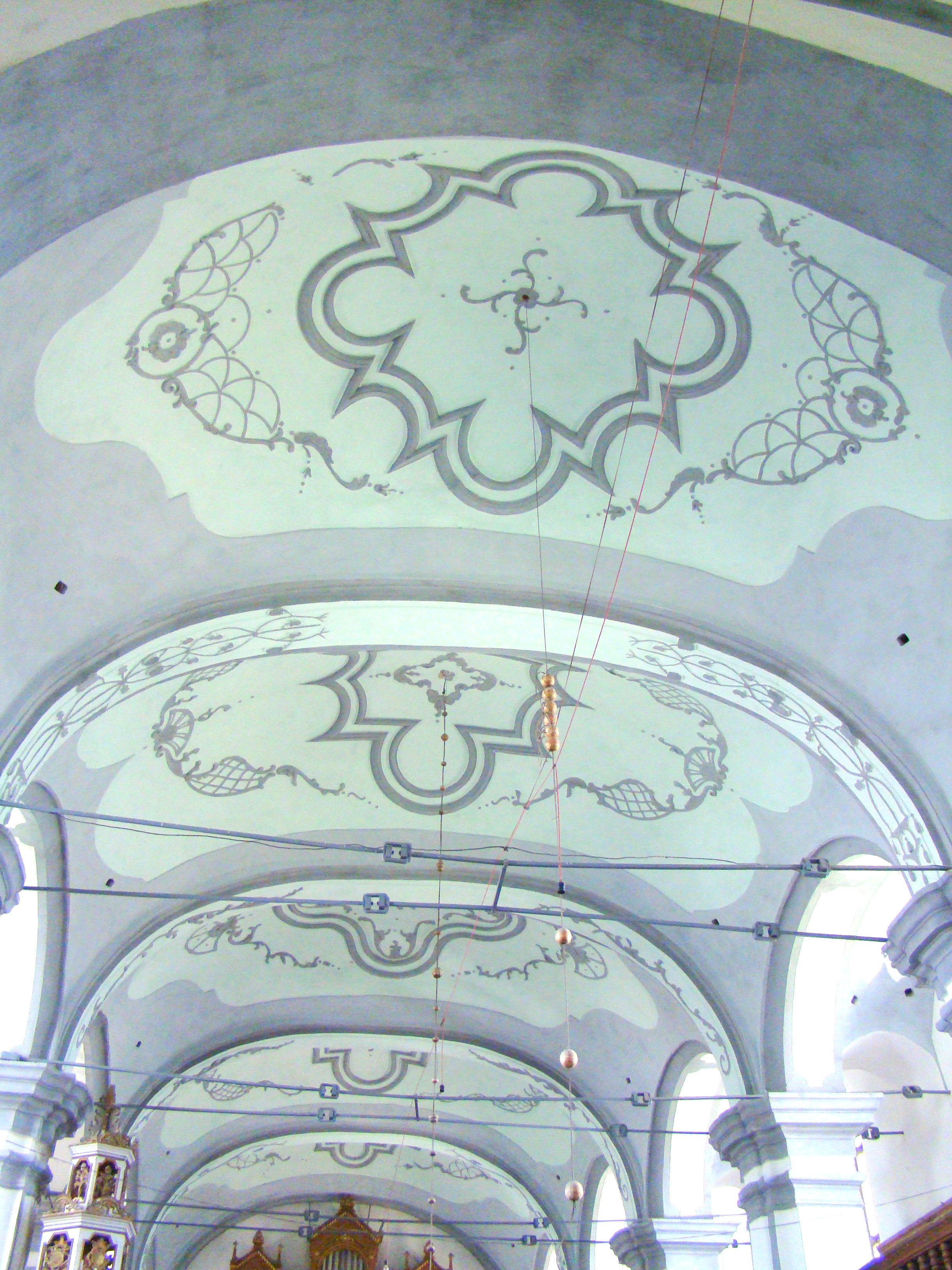
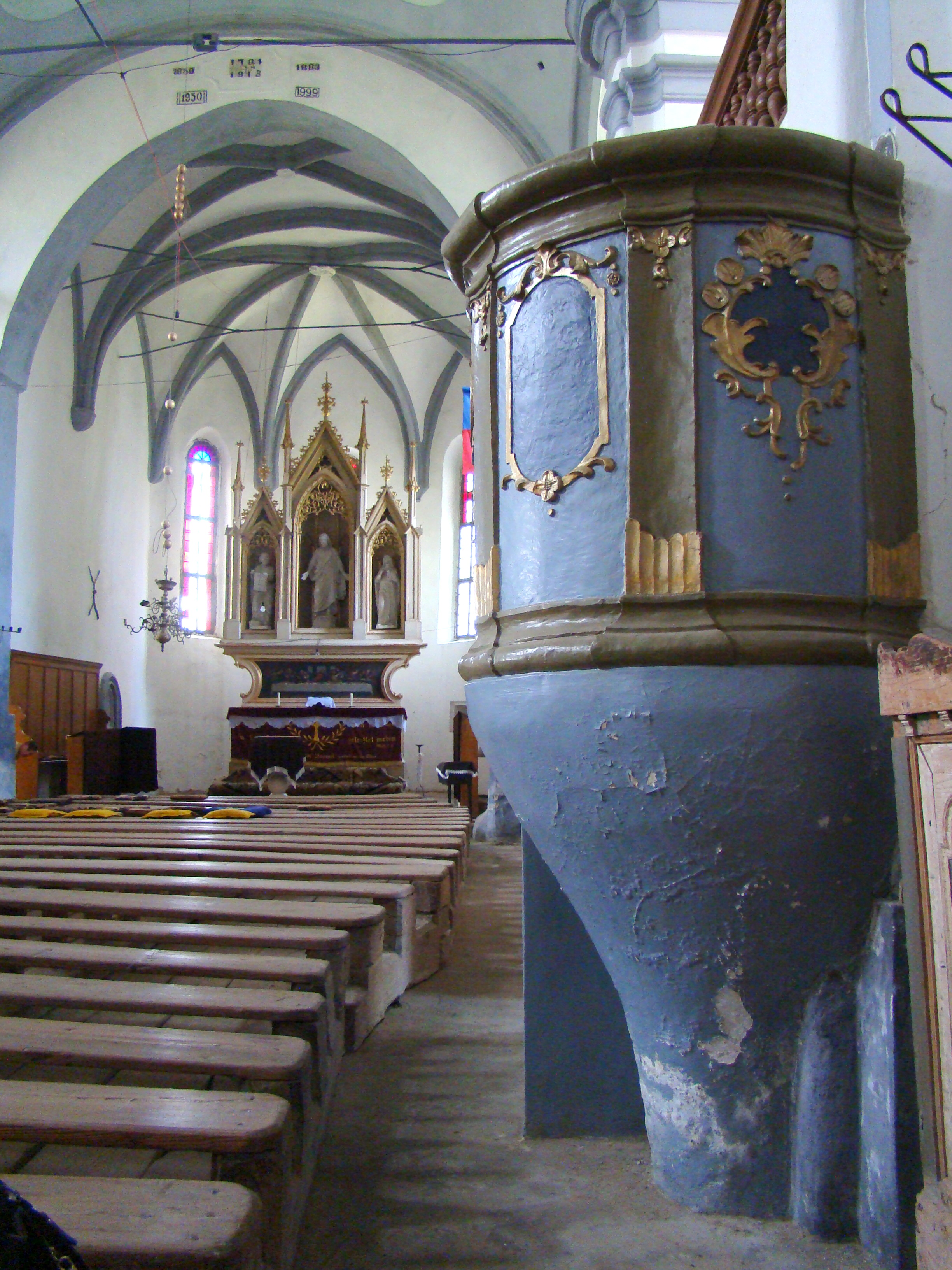
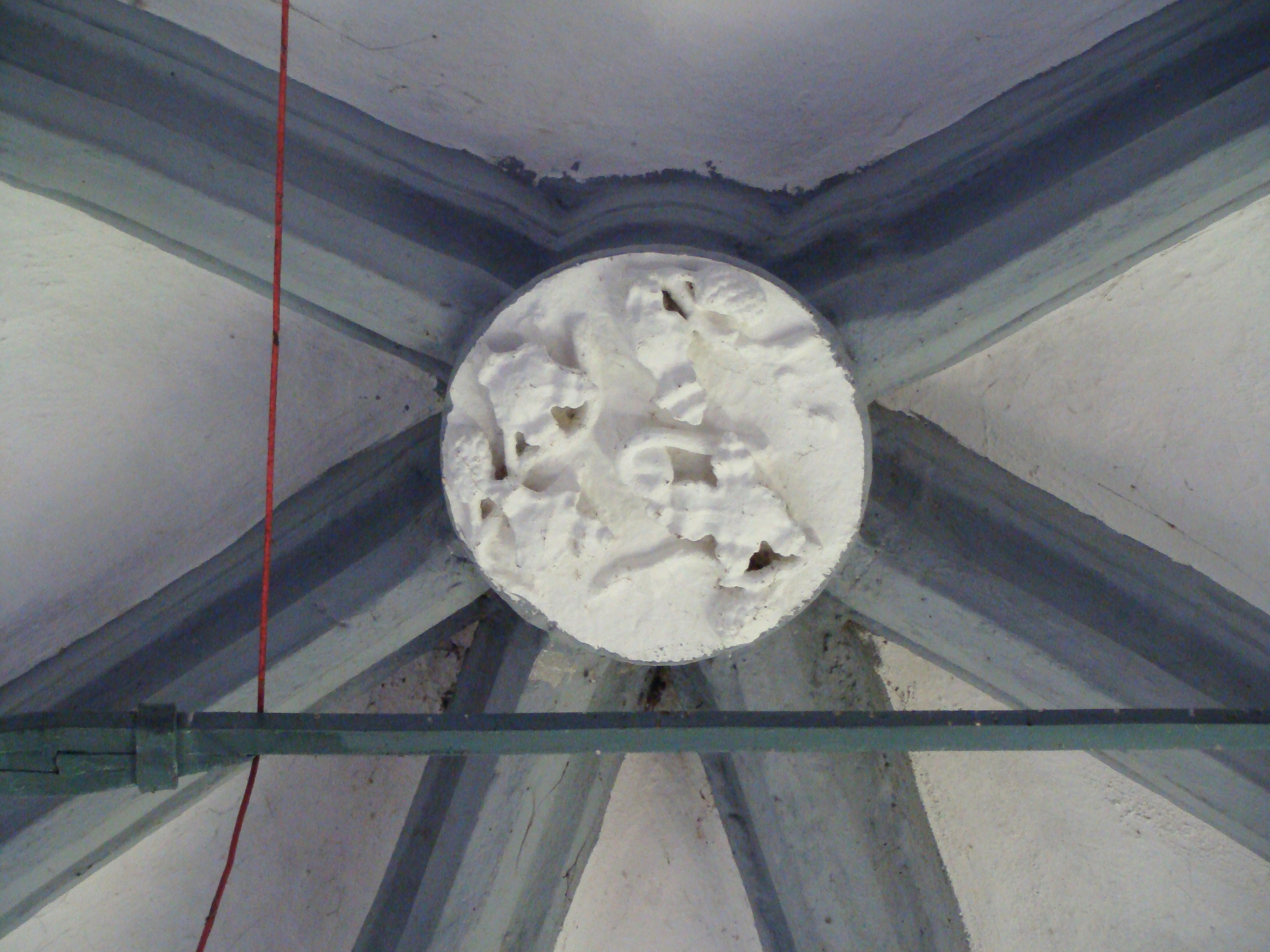
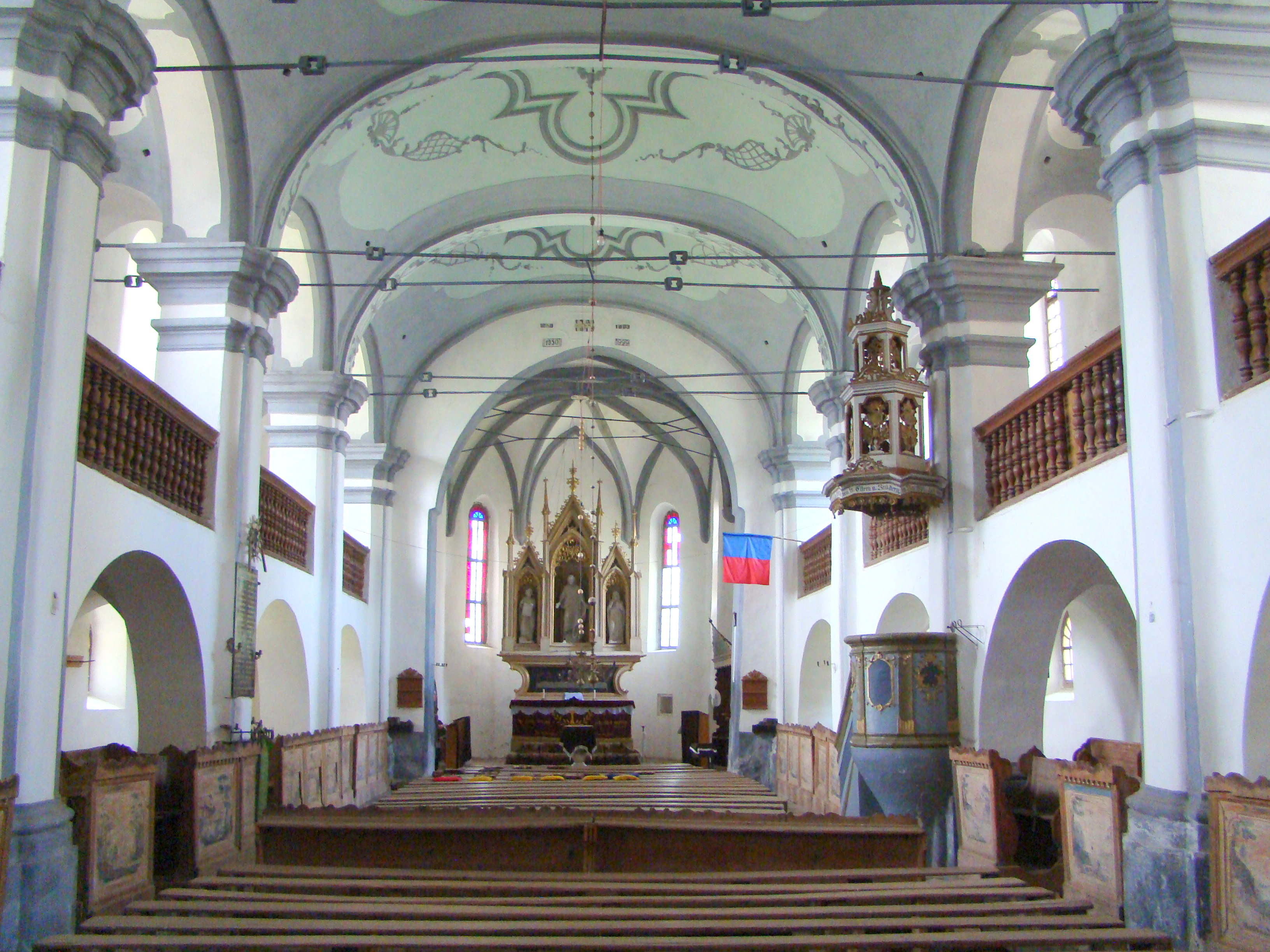
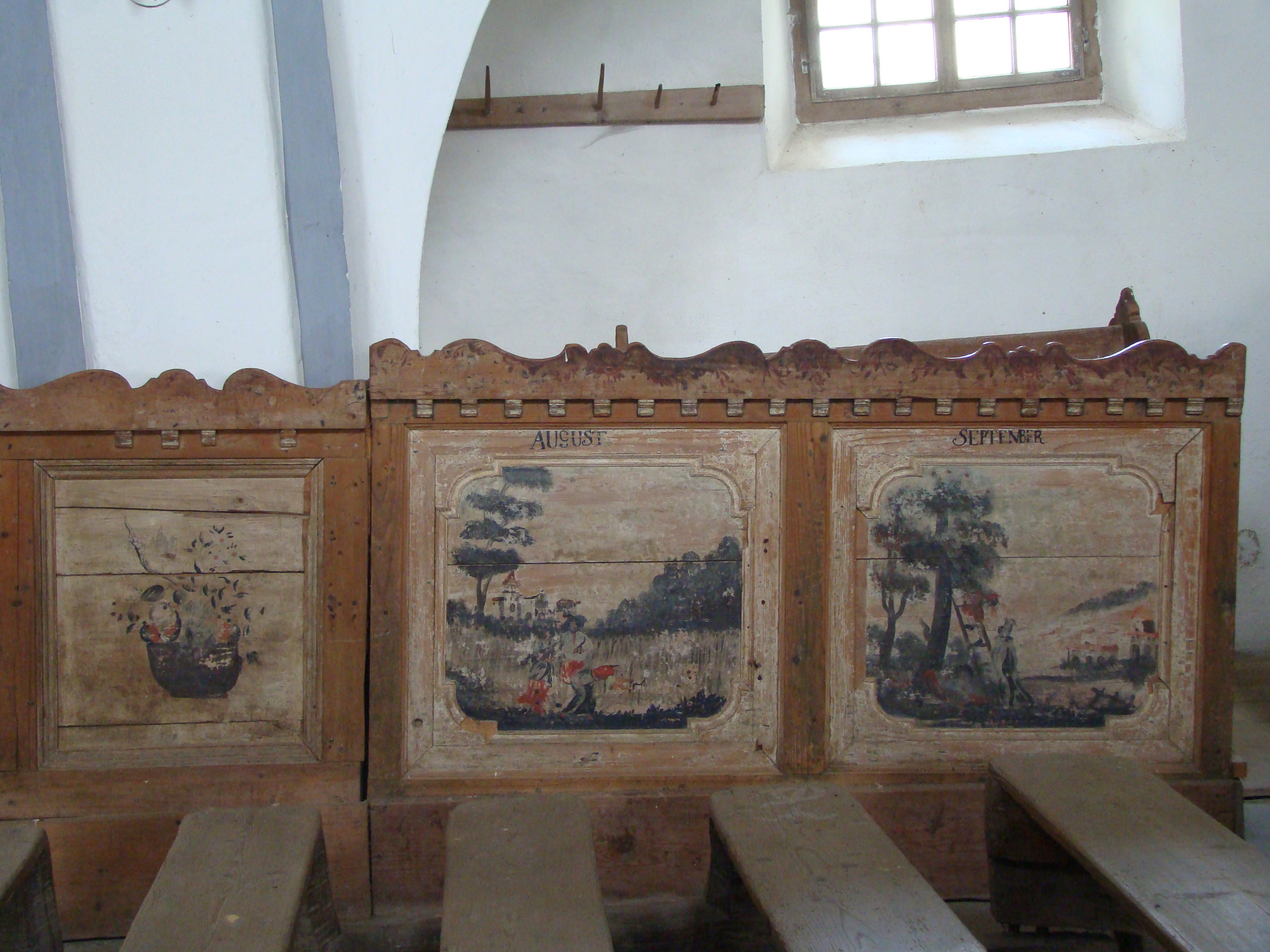
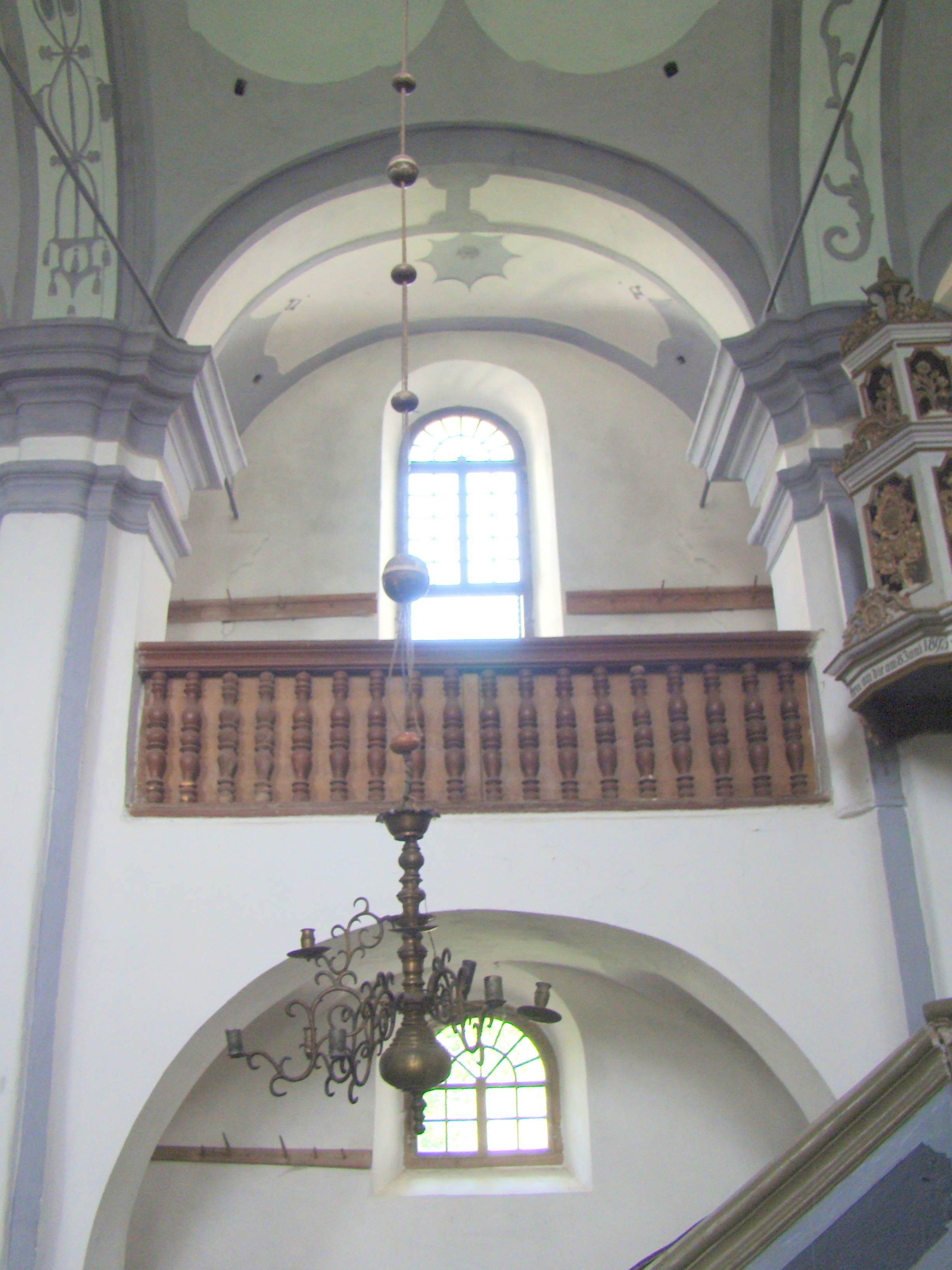
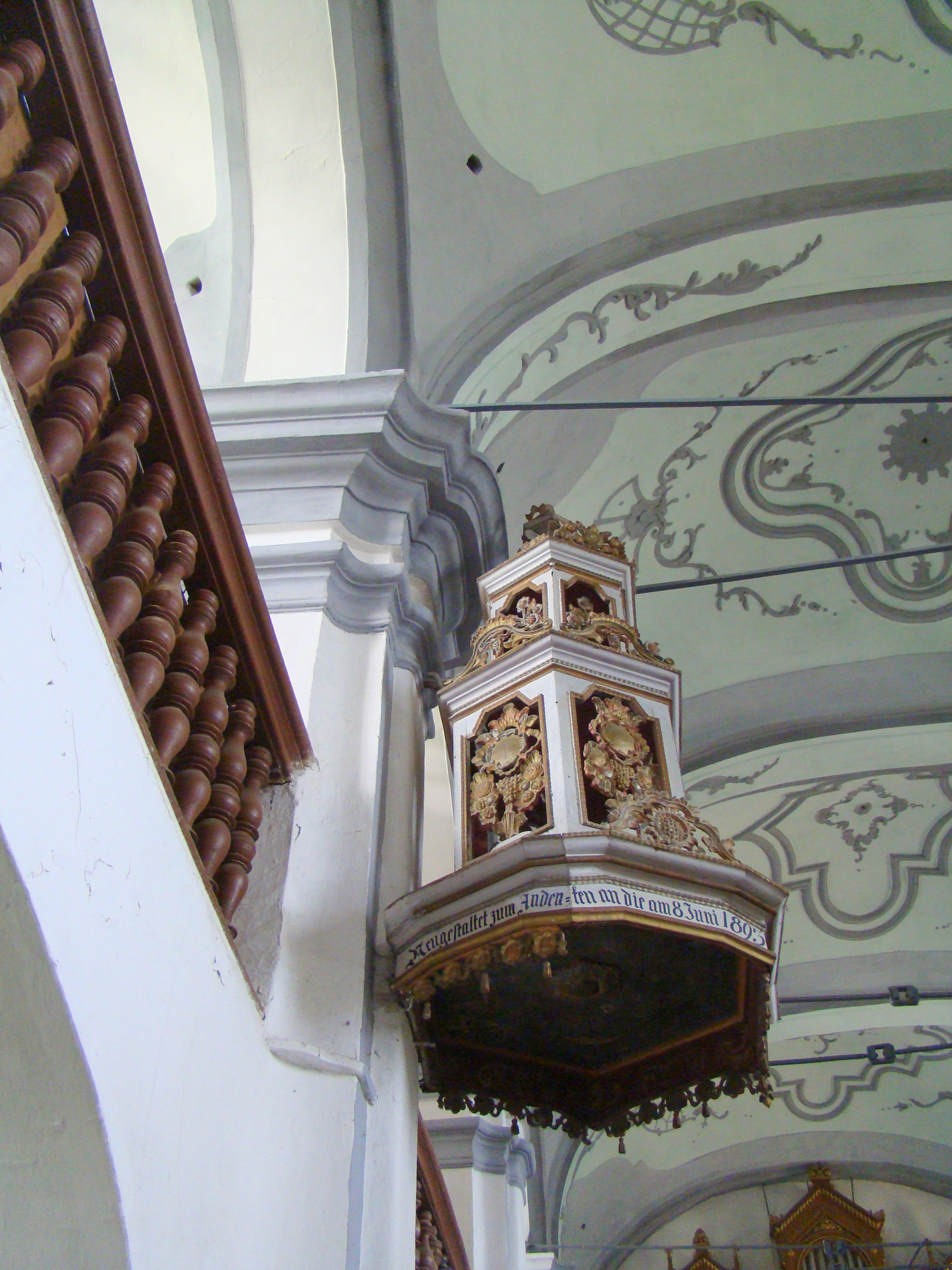
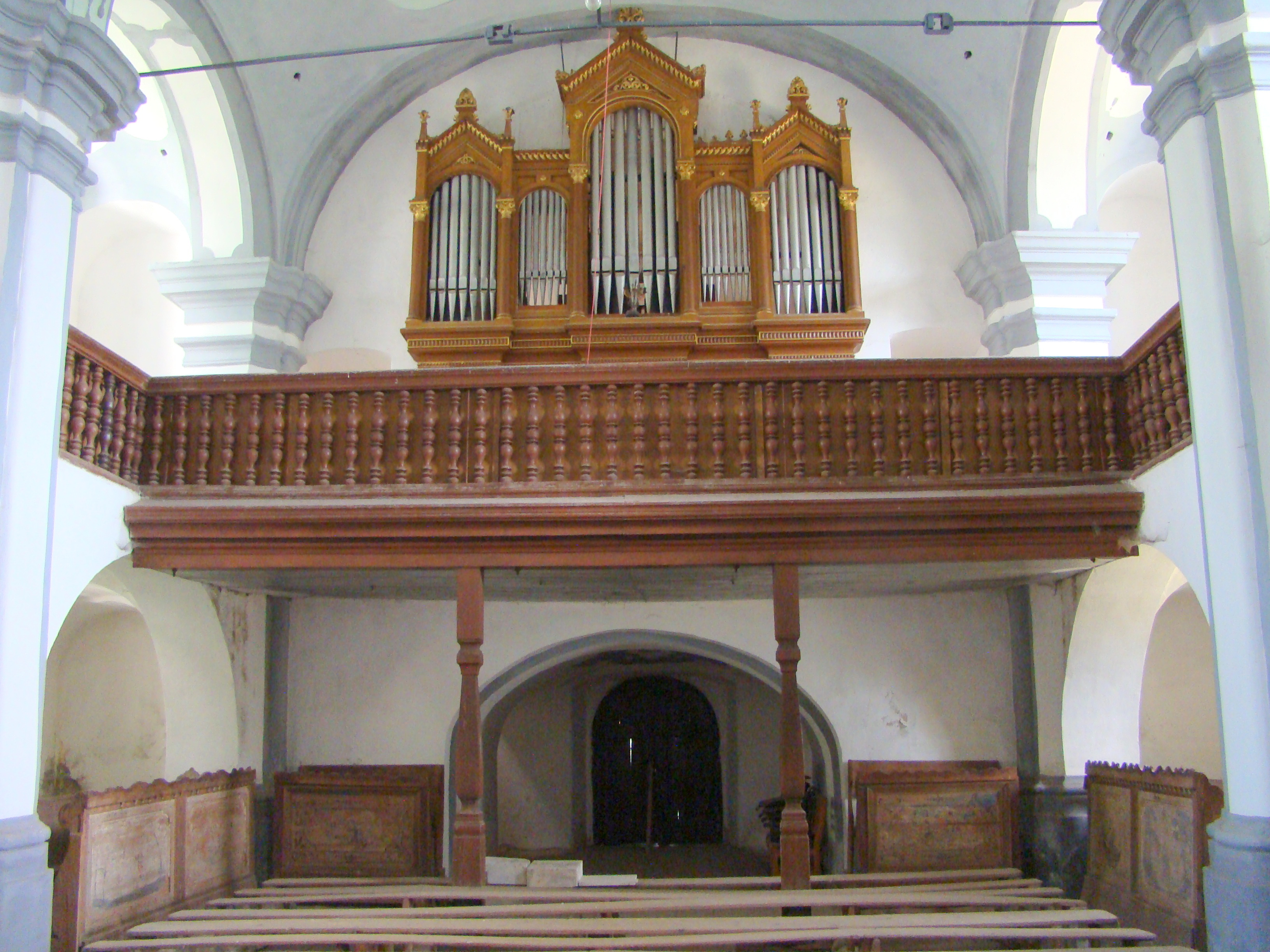
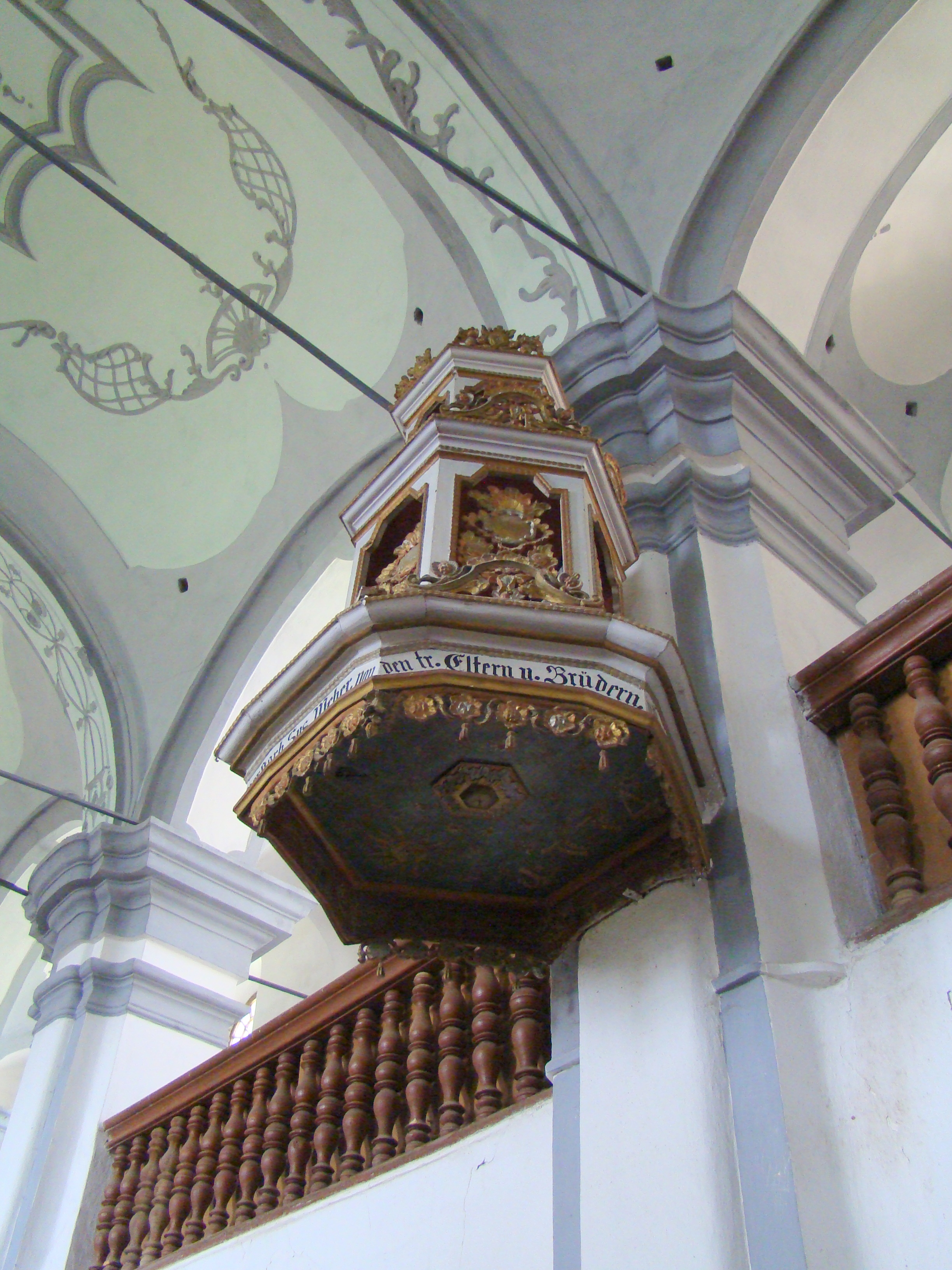
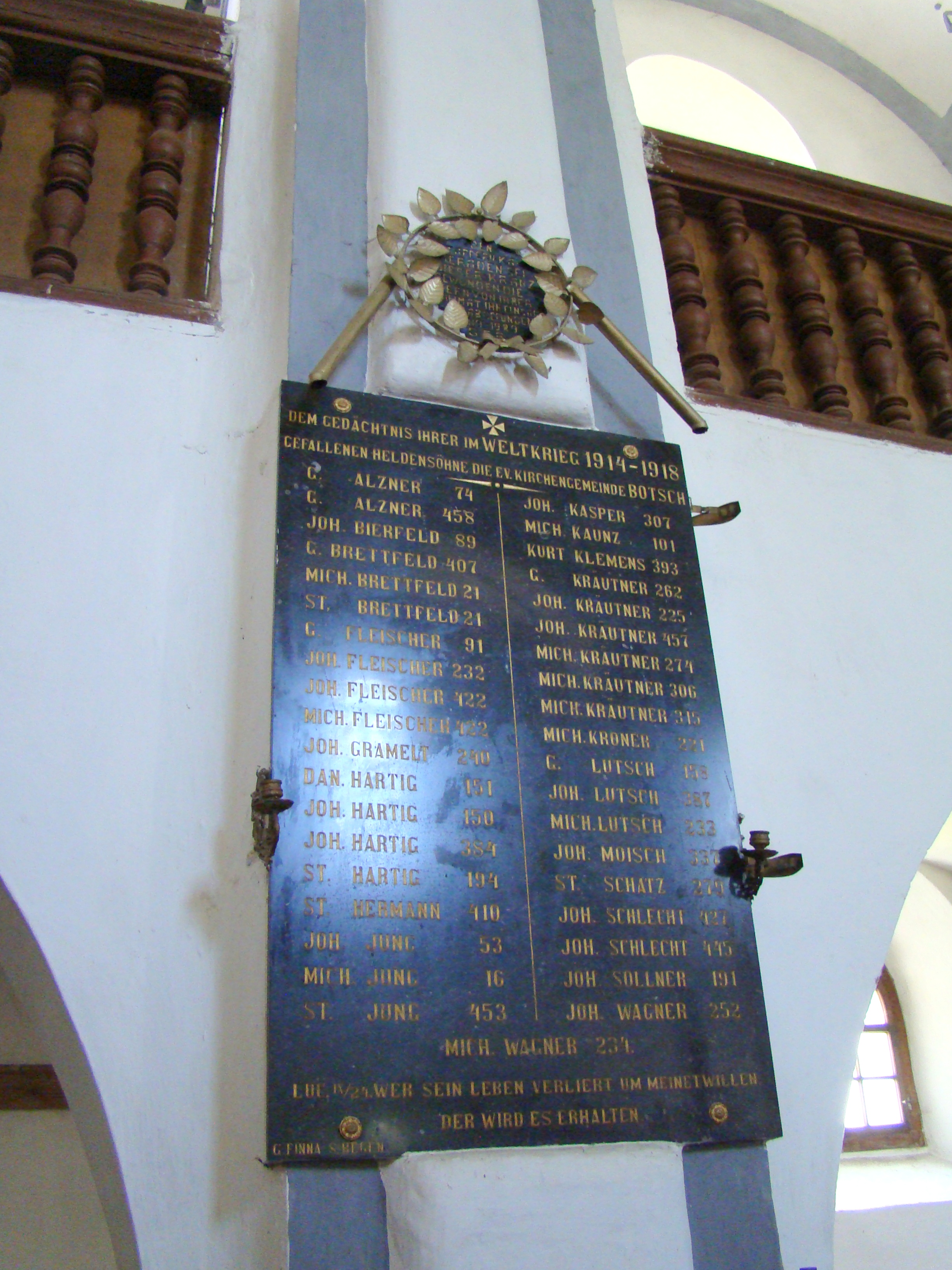
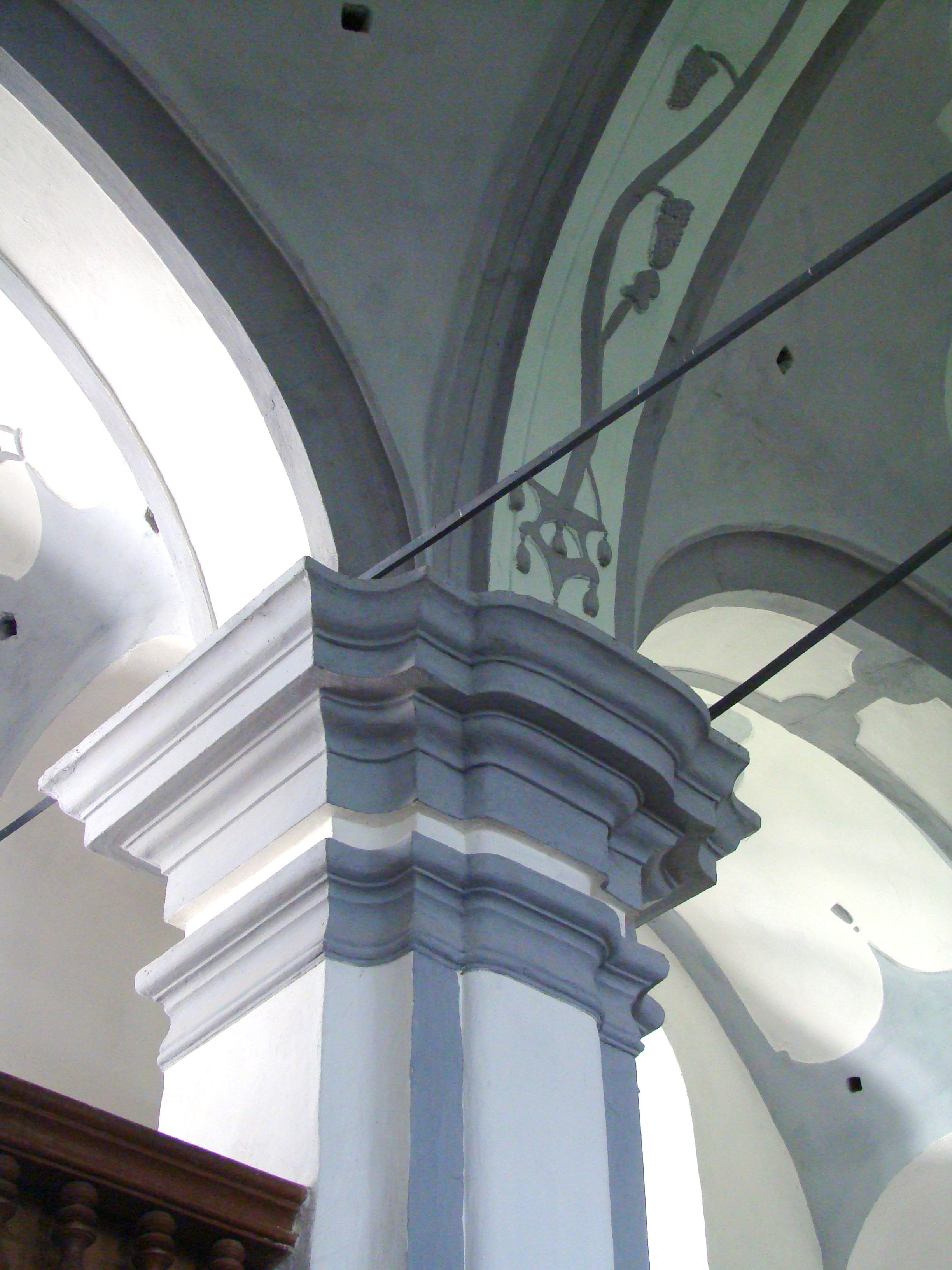
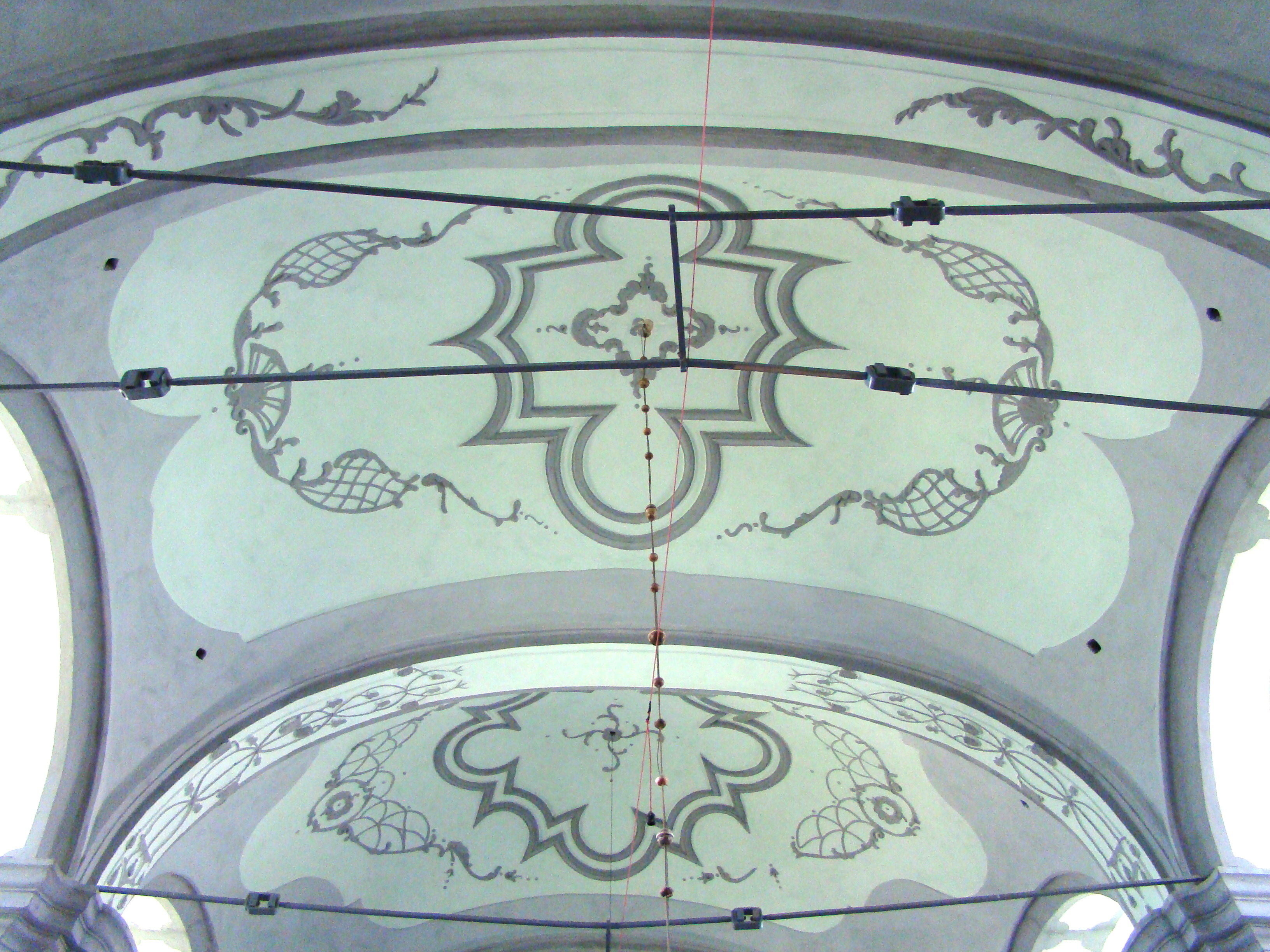
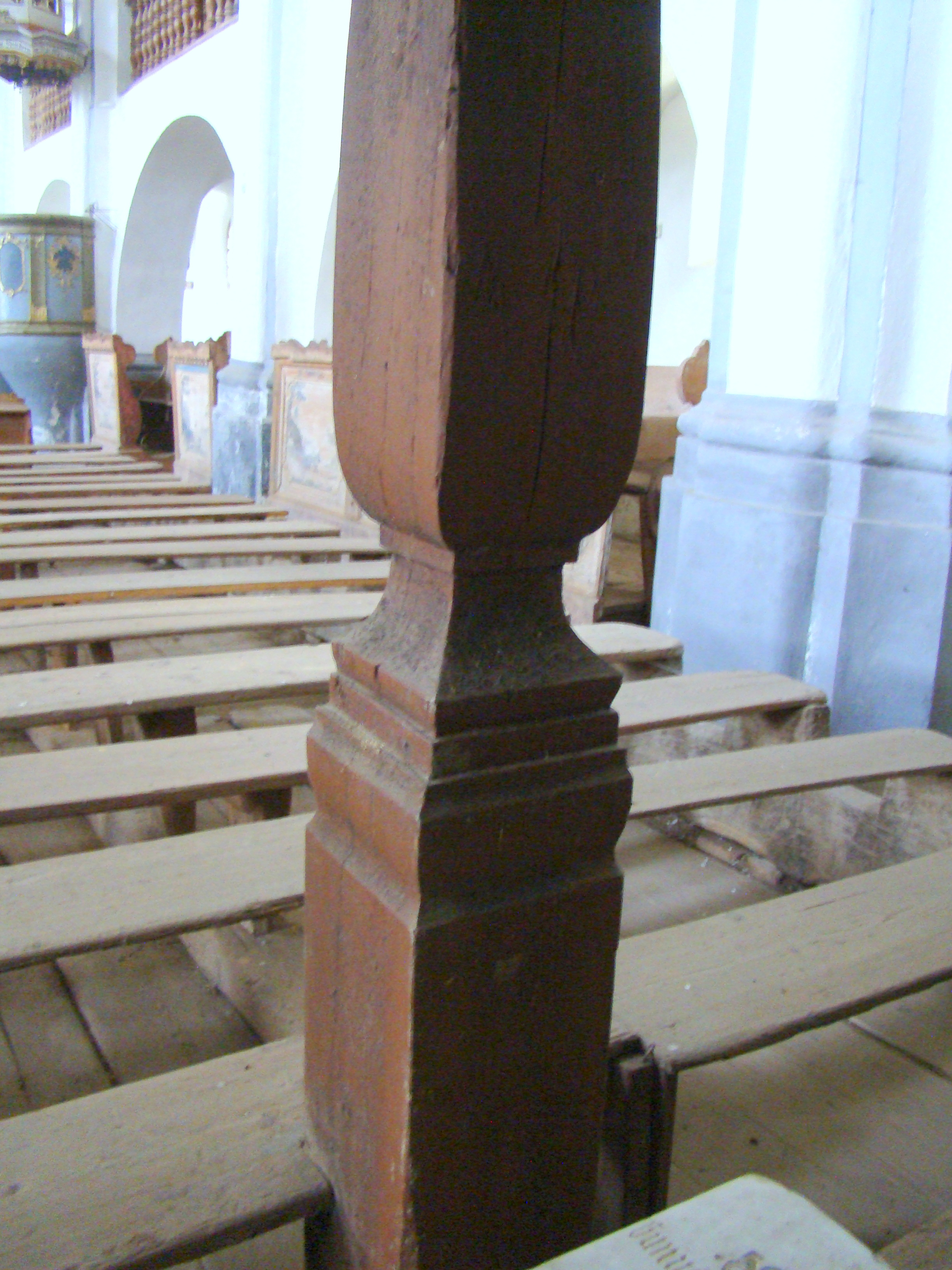
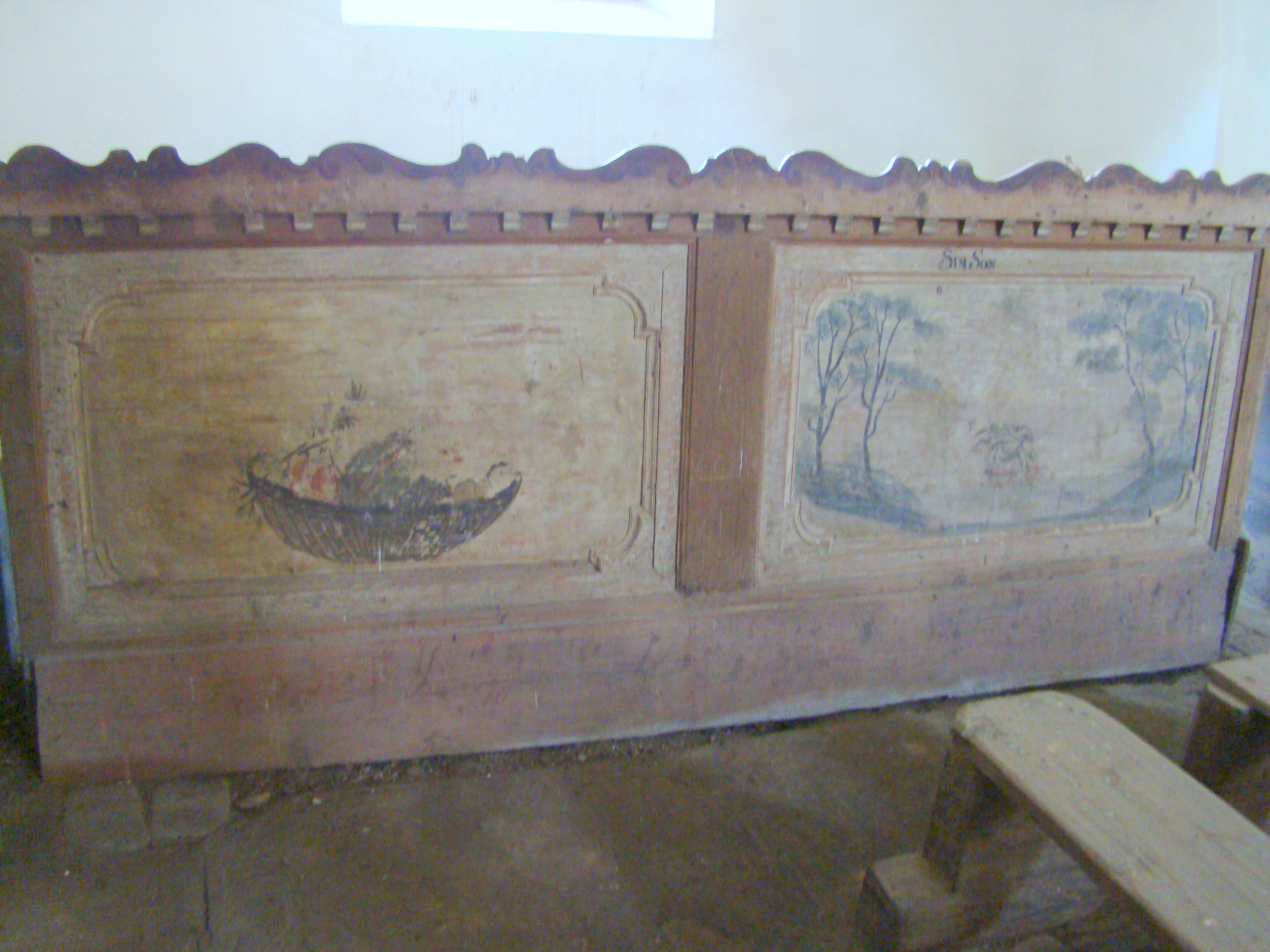
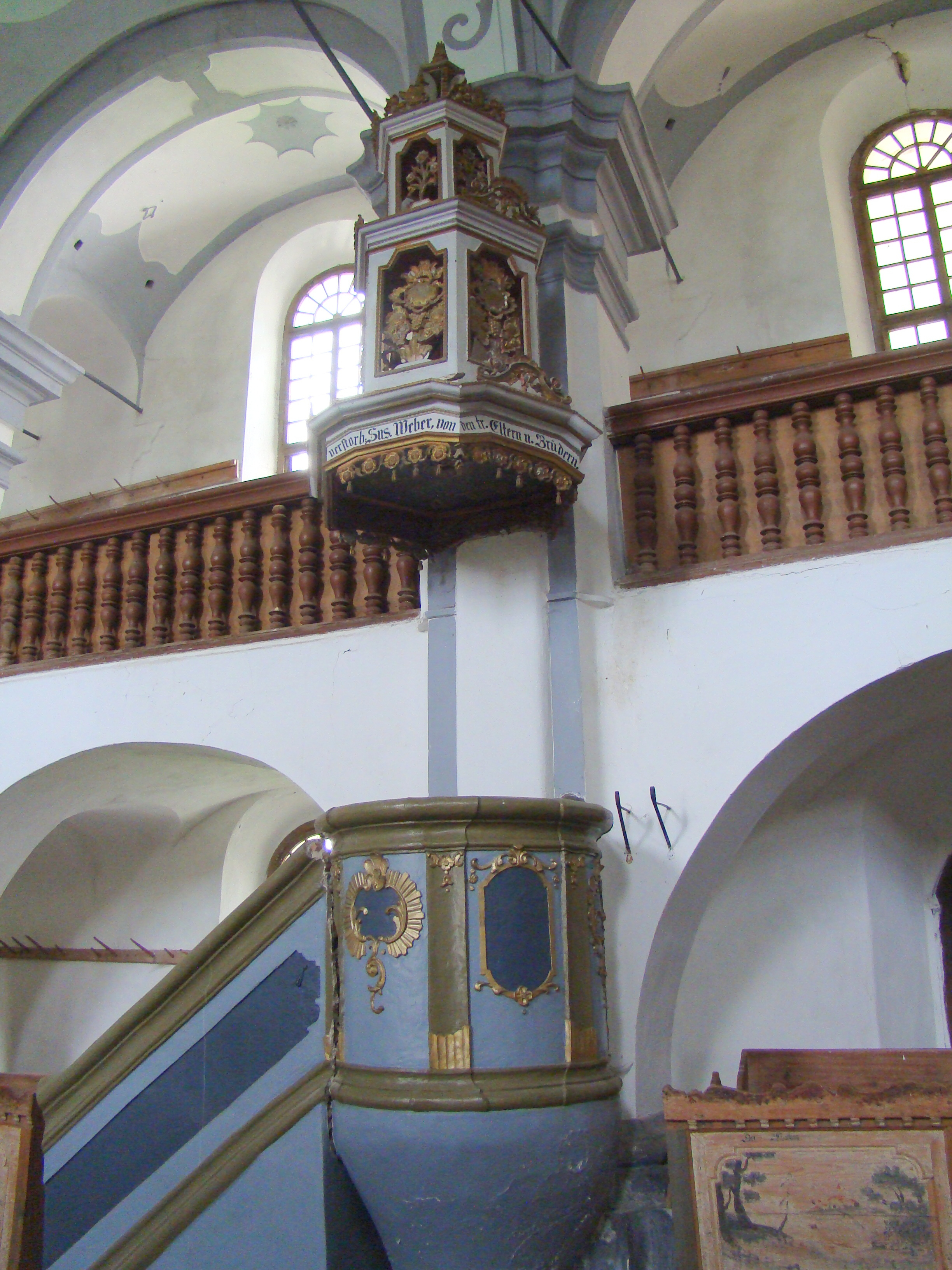
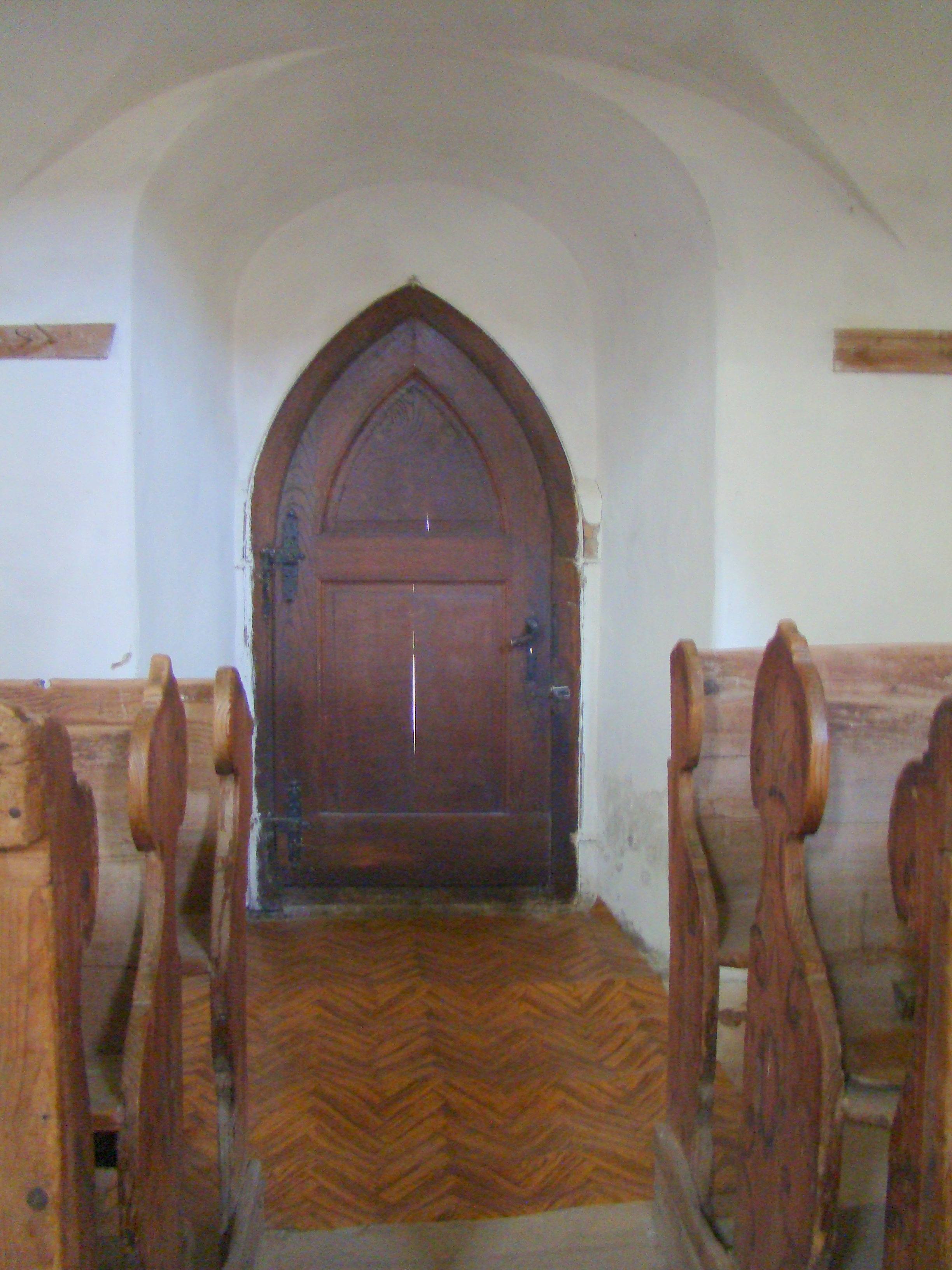